# Thụy Điển
Thụy Điển (tiếng Thụy Điển: Sverige, [ˈsvæ̌rjɛ] ⓘ, tiếng Anh: Sweden), tên chính thức là Vương quốc Thụy Điển (tiếng Thụy Điển: Konungariket Sverige, tiếng Anh: Kingdom of Sweden), là một quốc gia ở Bắc Âu, giáp Na Uy ở phía Tây và Phần Lan ở phía Đông Bắc, nối với Đan Mạch bằng cầu Öresund ở phía Nam, phần biên giới còn lại giáp Biển Baltic và Biển Kattegat.
Với diện tích 449.964 km², Thụy Điển là nước có diện tích lớn thứ ba trong Liên minh châu Âu. Dân số 10,2 triệu người, trong đó khoảng 2,4 triệu người được sinh ra ở nước ngoài . Thụy Điển có mật độ dân số thấp với 21 người/km² nhưng lại tập trung cao ở nửa phía Nam của đất nước. Khoảng 85% dân số sống ở thành thị và theo dự đoán con số này sẽ tăng dần vì quá trình đô thị hóa đang diễn ra. Thủ đô của Thụy Điển là Stockholm, đây cũng là thành phố lớn nhất nước. Thành phố lớn thứ hai là Göteborg với dân số khoảng 500.000 người và 900.000 người trên tổng vùng. Thành phố lớn thứ ba là Malmö với dân số khoảng 260.000 người và 650.000 người ở tổng vùng. Ngày nay, Thuỵ Điển là một nước quân chủ lập hiến với thể chế đại nghị. Quyền lực lập pháp của đất nước thuộc về Quốc hội (Riksdag) đơn viện gồm 349 đại biểu. Quyền hành pháp được thực hiện bởi chính phủ do thủ tướng chủ trì. Thụy Điển là một nhà nước đơn nhất, được chia thành 21 hạt và 290 đô thị.
Một nhà nước độc lập của Thụy Điển đã xuất hiện trong đầu thế kỷ 12. Sau khi đại dịch Cái Chết Đen bùng nổ vào giữa thế kỷ 14 giết chết khoảng một phần ba dân số Scandinavia , Liên minh Hanse xuất hiện và trở thành mối đe doạ đối với văn hoá, tài chính và ngôn ngữ của người Scandinavia . Điều này dẫn đến việc hình thành Liên minh Kalmar giữa các nước Scandinavia vào năm 1397 , tuy vậy sau đó Thụy Điển đã rời bỏ Liên minh vào năm 1523. Khi Thụy Điển tham gia vào cuộc Chiến tranh Ba mươi năm bên phe Tân giáo, họ bắt đầu quá trình mở rộng lãnh thổ của mình và sau đó không lâu Đế chế Thụy Điển đã được hình thành, trở thành một trong những thế lực hùng mạnh nhất của châu Âu cho đến đầu thế kỷ 18. Lãnh thổ của Thụy Điển nằm ngoài bán đảo Scandinavia đã dần dần bị mất trong thế kỷ 18 và thế kỷ 19. Nửa phía Đông của Thụy Điển (Phần Lan ngày nay), rơi vào tay Đế quốc Nga năm 1809. Cuộc chiến tranh cuối cùng Thụy Điển tham gia trực tiếp vào năm 1814, khi Thụy Điển sử dụng quân sự ép Na Uy nhập vào Liên minh Thụy Điển và Na Uy, một liên minh tồn tại đến tận năm 1905. Kể từ đó, Thụy Điển là một nước hòa bình, áp dụng chính sách đối ngoại không liên kết vào thời bình và chính sách trung lập thời chiến . Thụy Điển giữ vai trò trung lập trong cả hai cuộc chiến tranh thế giới và Chiến tranh Lạnh, mặc dù từ năm 2009 Thụy Điển đã chuyển sang hợp tác công khai với NATO.
Sau khi kết thúc Chiến tranh Lạnh, Thụy Điển gia nhập Liên minh châu Âu vào ngày 1 tháng 1 năm 1995, nhưng đã từ chối trở thành một thành viên của NATO, cũng như từ chối gia nhập Khu vực đồng euro sau một cuộc trưng cầu dân ý. Thụy Điển hiện là thành viên của nhiều tổ chức như Liên Hợp Quốc, Hội đồng Bắc Âu, Hội đồng Châu Âu, Tổ chức Thương mại Thế giới và Tổ chức Hợp tác và Phát triển Kinh tế (OECD). Thụy Điển là một nước có nền kinh tế phát triển cao, duy trì một hệ thống phúc lợi xã hội rộng rãi theo mô hình Bắc Âu, cung cấp dịch vụ chăm sóc sức khỏe tổng quát và giáo dục đại học miễn phí cho người dân. Thụy Điển đứng thứ 11 thế giới về thu nhập bình quân đầu người, ngoài ra nước này cũng đạt thứ hạng cao trong nhiều bảng xếp hạng quốc tế, đặc biệt là về chất lượng cuộc sống, y tế, giáo dục, bảo vệ tự do dân sự, cạnh tranh kinh tế, bình đẳng, thịnh vượng và phát triển con người .

## Từ nguyên
Tên gọi của Thuỵ Điển trong tiếng Việt bắt nguồn từ tiếng Trung. Trong tiếng Anh, Thụy Điển được gọi là "Sweden". Bằng tiếng Trung, "Swe-den" được phiên âm là "瑞典" (pinyin: "Ruì diǎn"). "瑞典" có âm Hán Việt là "Thuỵ Điển".
Tên gọi Thụy Điển (Sweden) được mượn từ tiếng Hà Lan trong thế kỉ 17 nói tới Thụy Điển như một cường quốc mới nổi. Trước khi đế quốc Thụy Điển bành trướng, tiếng Anh hiện đại thời kì đầu sử dụng từ Swedeland. Sweden (Thụy Điển) được bắt nguồn từ sự tái tạo từ tiếng Anh cổ Swēoþēod, có nghĩa là dân Swedes (Old Norse Svíþjóð, Latin Suetidi). Từ đó nguồn gốc từ Sweon/Sweonas (Old Norse Sviar, Latin Suiones). Người Thụy Điển (Swedish) gọi là Sverige, nghĩa là vương quốc của người Swedes (Thụy Điển).
Biến thể của tên Sweden (Thụy Điển) được sử dụng trong hầu hết các ngôn ngữ, ngoại trừ tiếng Đan Mạch và tiếng Na Uy sử dụng từ Sverige, tiếng Faroese dùng từ Svøríki, tiếng Iceland Svíþjóð, và ngoại lệ đáng chú ý hơn của một số ngôn ngữ Finnic nơi mà từ Ruotsi (tiếng Phần Lan) và Rootsi (tiếng Estonia) được sử dụng, những cái tên thường được coi là đề cập đến những người từ các khu vực ven biển của Roslagen, Uppland (thuộc Thụy Điển), những người được biết đến với cái tên Rus, và thông qua họ có liên quan về mặt từ ngữ với tên tiếng Anh của Russia (Nga).

## Lịch sử
Vào cuối thời kỳ băng hà (khoảng 12.000 TCN), những người đầu tiên đã bắt đầu di dân đến các vùng ven biển bằng đường bộ ở giữa Đức và Scania (miền Nam Thụy Điển ngày nay). Các di chỉ khảo cổ lâu đời nhất có niên đại vào khoảng 13.000 năm trước đây được tìm thấy ở vùng Scania. Khi con đường bộ này biến mất vào khoảng 5.000 năm TCN miền Trung và vùng ven biển của Thụy Điển đã có dân cư. Cũng theo các di chỉ khảo cổ, trong thời gian từ Công Nguyên cho đến năm 400 đã có một nền thương mại phát đạt với Đế quốc La Mã. Vùng Scandinavia được nhắc đến lần đầu tiên trong các văn kiện của La Mã từ năm 79 như trong Naturalis Historiae của Gaius Plinius Secundus hay trong De Origine et situ Germanorum của Gaius Cornelius Tacitus.
Đầu thế kỷ XI, vương quốc này là một liên minh lỏng lẻo của các vùng tự trị với các hội đồng, luật lệ và tòa án riêng biệt, chỉ được liên kết với nhau qua cá nhân của vị vua có quyền lực tương đối ít. Vương quốc thật ra được thành lập trong thời kỳ Trung Cổ, giữa năm 1000 và 1300, đồng thời với việc theo Công giáo. Sau năm 1000 danh hiệu vua bắt đầu thành hình ở Götaland (miền nam Thuỵ Điển) và ở Svealand (miền trung Thuỵ Điển). Ban đầu chức vị này thường hay bị tranh cãi, không bền vững và thường chỉ có tầm quan trọng trong vùng. Dưới thời của Birger Jarl, người có quan hệ mật thiết với anh rể của ông là vua Erik Eriksson, bắt đầu có những cải cách xã hội và chính trị rộng lớn, mang lại một quyền lực tập trung và một xã hội được tổ chức theo gương của các quốc gia phong kiến châu Âu.
Năm 1388, nữ hoàng Đan Mạch Margarethe I được một phái quý tộc chống đối công nhận là người trị vì Thuỵ Điển. Năm 1397 cháu của Margarethe là Erik của Pommern lên ngôi vua trị vì 3 vương quốc Đan Mạch, Na Uy và Thuỵ Điển, thành lập Liên minh Kalmar.

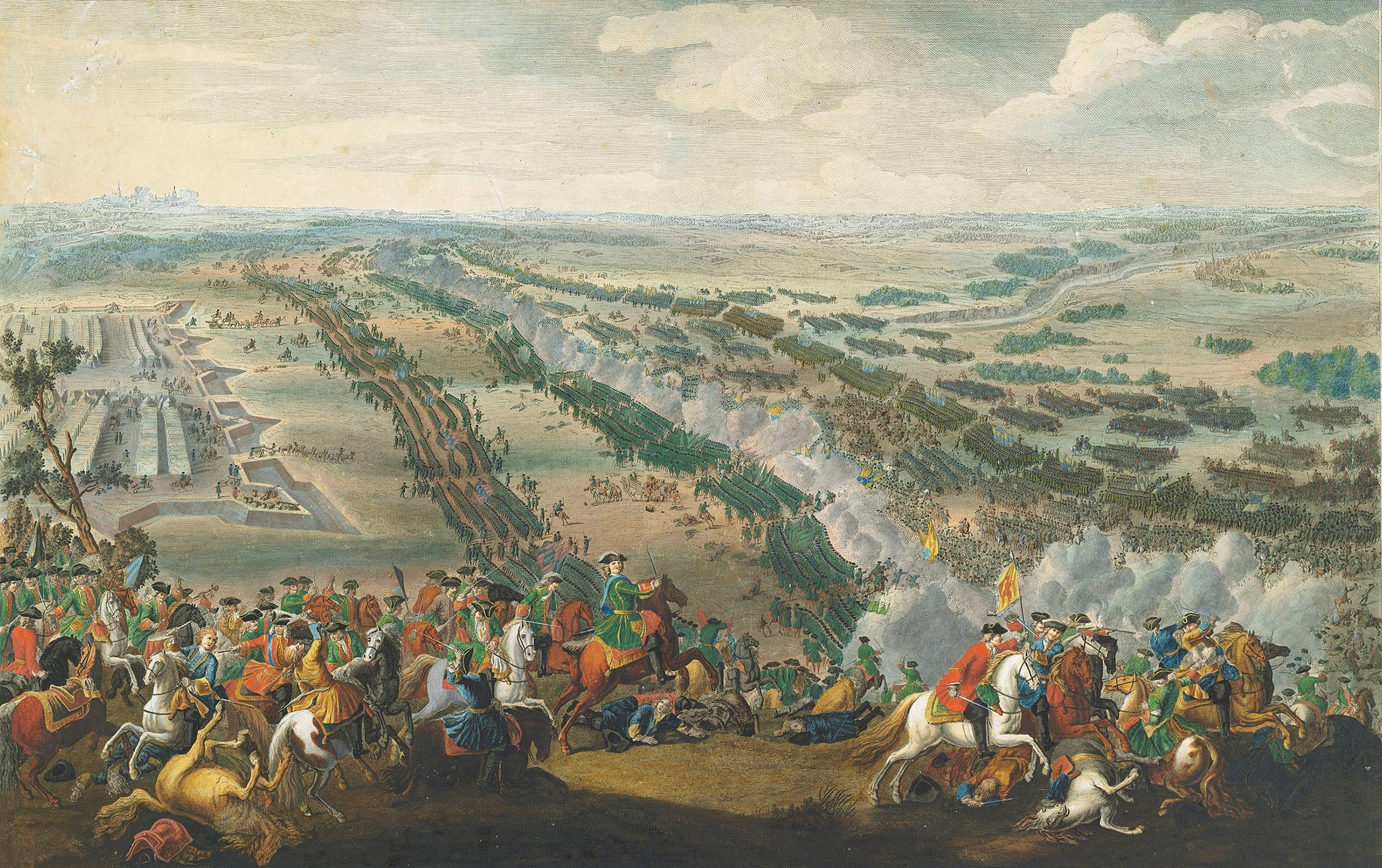
Trận Poltava năm 1709.

Năm 1611, sau khi vua cha qua đời, Gustav II Adolf lên ngôi lúc 17 tuổi, bắt đầu thời kỳ Thuỵ Điển vươn lên trở thành cường quốc. Ông tham chiến trong nhiều cuộc chiến tranh thời đó. Vào năm 1700, ba nước láng giềng là Đan Mạch, Ba Lan và Nga mở đầu cuộc Đại chiến Bắc Âu (1700-1721) chống lại Thuỵ Điển. Vua Karl XII của Thụy Điển lần lượt đánh tan tác quân Đan Mạch, quân Nga và cả quân Ba Lan. Nhưng vào năm 1709, một vị vua lớn trong lịch sử Nga là Pyotr Đại Đế đánh tan tác quân Thuỵ Điển trong trận Poltava (1709). Vua Karl XII chết vào năm 1718, và rồi Thuỵ Điển không còn là cường quốc nữa, mất đất về tay Đế quốc Nga và Vương quốc Phổ. Tuy thế, chính phủ Thuỵ Điển vẫn mong muốn lập lại vai trò liệt cường của đất nước. Họ đẩy đất nước vào cuộc chiến tranh với quân Nga trong thập niên 1740, kết quả là quân Thuỵ Điển lại bại trận. Từ đó, Nga hoàng càng can thiệp vào nội bộ Thụy Điển Trong cuộc Chiến tranh Bảy năm (1756 - 1763), Thuỵ Điển tham chiến trong liên quân Áo - Pháp - Nga, để đánh nước Phổ với mong muốn giành lại tỉnh Pomerania. Nhưng một vị vua lớn trong lịch sử Phổ là Friedrich II Đại Đế đã đấu tranh anh dũng, sau cùng liên quân dần dần tan rã và quân Thuỵ Điển cũng phải rút lui.

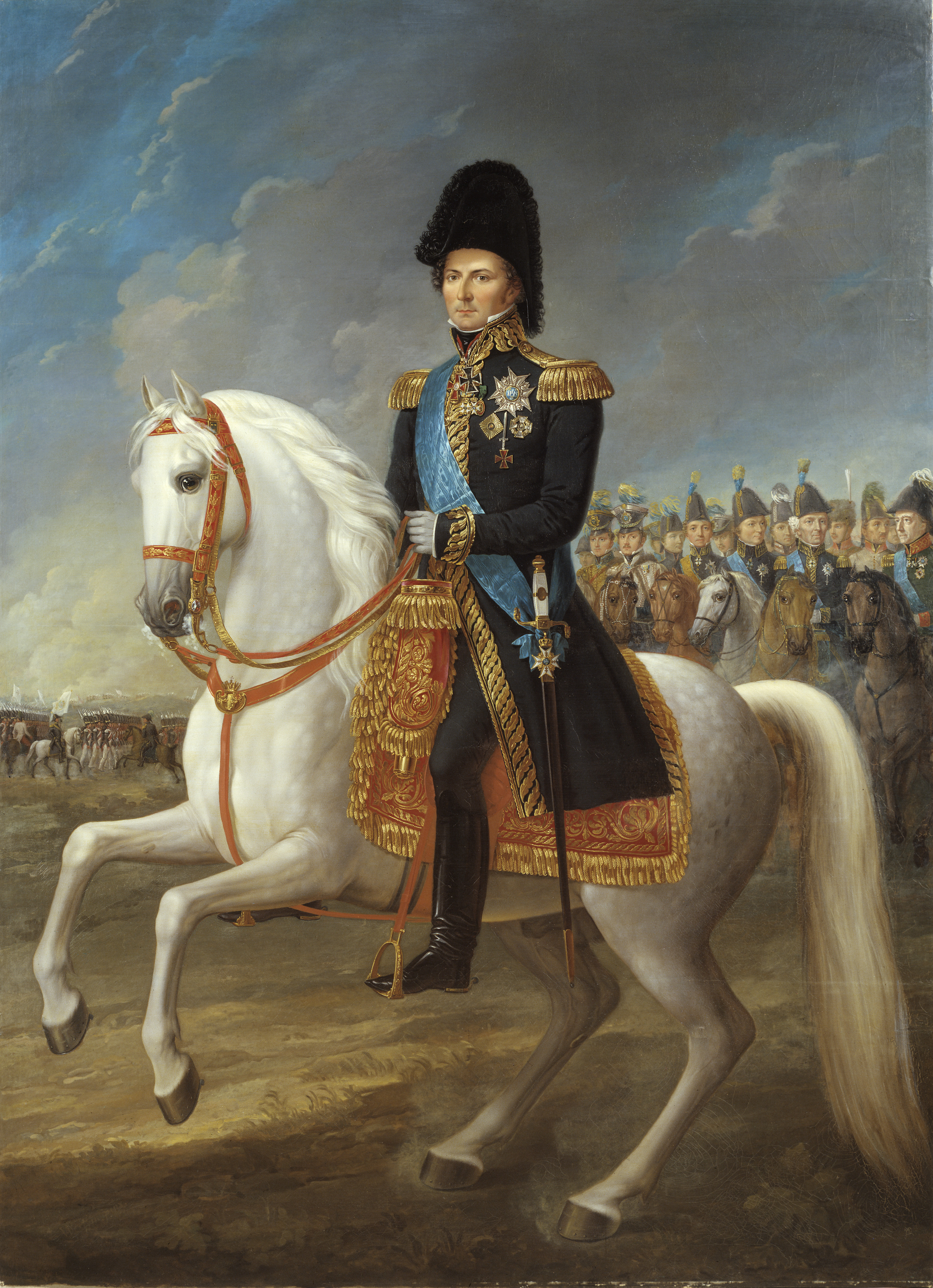
Vua Karl XIV Johan tranh vẽ của Fredric Westin

Trong cuộc cuộc chiến chống Nga (1788–1790) của vua Gustav III, Quân đội Thuỵ Điển gặt không ít rắc rối và cũng chẳng nhận được một vùng đất nào.. Không những vậy, cuộc chiến tranh chống Napoléon của vua Gustav IV Adolf còn gây cho Thuỵ Điển nhiều thiệt hại hơn. Do Nga hoàng Aleksandr I lúc đó liên minh với Napoléon (1807), quân Nga đánh đuổi quân Thuỵ Điển ra khỏi xứ Phần Lan, và điều này khiến một nhóm quý tộc Thuỵ Điển nổi điên lật đổ vua Gustav IV Adolf vào năm 1809. Vào năm 1813, Thụy Điển tham chiến trong liên quân chống Pháp - một liên minh có cả Nga và Phổ; sau khi Hoàng đế Napoléon đại bại trong trận Leipzig, vua Karl XIV Johan còn lâm chiến với Đan Mạch. Trong Hiệp ước Kiel năm 1814 Đan Mạch bắt buộc phải nhượng Na Uy để đổi lại phần đất Vorpommern của Thuỵ Điển. Khi Na Uy tuyên bố độc lập sau đó, trong một cuộc chiến ngắn ngủi và gần như không đổ máu vua Karl XIV Johan đã thành công trong việc ép buộc thành lập liên minh Thuỵ Điển – Na Uy mà trong đó Na Uy vẫn là một vương quốc riêng biệt. Sau cuộc chiến tranh cuối cùng này Karl XIV Johan đã áp dụng một chính sách hòa bình nhất quán, là cơ sở cho nền trung lập của Thuỵ Điển. Thời gian 200 năm hòa bình của Thuỵ Điển tính từ thời điểm này cho đến nay là độc nhất trên toàn thế giới ngày nay.
Dân số Thuỵ Điển tăng rõ rệt trong thế kỷ XIX, từ năm 1750 đến 1850 dân số đã tăng gấp đôi. Nhiều người ở vùng nông thôn, là nơi cư ngụ của đa phần người dân, không có việc làm, đi đến nghèo nàn và nghiện rượu. Vì thế trong thời gian từ 1850 đến 1910 đã có một cuộc di dân lớn mà chủ yếu là đến Mỹ. Mặc dầu vậy khi cuộc Cách mạng công nghiệp bắt đẩu tiến triển tại Thuỵ Điển, người dân từng bước gia nhập vào thành phố và tổ chức các công đoàn xã hội chủ nghĩa. Một cuộc cách mạng của những người theo chủ nghĩa xã hội đang đe dọa xảy ra được tránh khỏi vào năm 1917, sau đó là việc tái thành lập chế độ nghị viện và quốc gia này trở thành dân chủ.
Trong thế kỷ XX, Thuỵ Điển trung lập trong Chiến tranh thế giới thứ nhất và Chiến tranh thế giới thứ hai, mặc dầu là sự trung lập của quốc gia này trong Chiến tranh thế giới thứ hai vẫn còn bị tranh cãi. Thụy Điển tiếp tục trung lập trong cuộc Chiến tranh Lạnh và cho đến ngày nay, vẫn không là thành viên của một liên minh quân sự nào. Sau Chiến tranh thế giới thứ hai, nhờ nguồn tài nguyên thiên nhiên không bị tàn phá, Thụy Điển đã có thể phát triển ngành công nghiệp cung cấp cho công cuộc tái xây dựng châu Âu và vì thế trở thành một trong những quốc gia giàu có nhất trên thế giới vào thập niên 1960. Khi các nền kinh tế khác bắt đầu vững mạnh, Thụy Điển tuy đã bị vượt qua vào thập niên 1970 nhưng vẫn thuộc về các quốc gia đứng đầu về mặt hạnh phúc của người dân.
Ngày 19 tháng 12 năm 1946, Thuỵ Điển gia nhập Liên Hợp Quốc, tháng 11 năm 1959 gia nhập Hiệp hội mậu dịch tự do châu Âu (EFTA). 
Dưới triều vua Gustavus V (1907-1950), kinh tế phát triển thịnh vượng chưa từng có. Thuỵ Điển duy trì tính trung lập trong Chiến tranh thế giới thứ I. Một lần nữa, Thuỵ Điển vẫn giữ vai trò trung lập trong Chiến tranh thế giới thứ II. Đảng Dân chủ xã hội liên tục cầm quyền dưới thời Thủ tướng Per Albin Hasson (1932-1946), Thủ tướng Tage Erlander (1946- 1969). Kinh tế vẫn phát triển và mô hình Thuỵ Điển tiếp tục được củng cố. Tuy nhiên, dưới thời Thủ tướng Olof Palme (1969- 1979), Chính phủ phải đương đầu vớị cuộc khủng hoảng kinh tế - xã hội.
Năm 1976, phe bảo thủ lên cầm quyền. Năm 1982, O. Palme trở lại giữ chức Thủ tướng. Palme bị Ám sát năm 1986, Ingvar Carlsson trở thành người kế nhiệm. Năm 1991, lãnh đạo phe bảo thủ, Carl Bildt, trở thành Thủ tướng. Năm 1994, Đảng Dân chủ Xã hội trở lại cầm quyền. Năm 1995, Thuỵ Điển gia nhập Liên hiệp châu Âu, nhưng từ chối thông qua việc sử dụng đồng euro năm 1999.
Trong những thập kỷ gần đây, Thụy Điển đã trở thành một quốc gia đa dạng về văn hóa do làn sóng nhập cư ồ ạt vào quốc gia này; trong năm 2013, người ta ước tính rằng 15% dân số Thụy Điển sinh ra ở nước ngoài. Dòng người nhập cư đã mang lại những thách thức mới về xã hội. Nhiều sự cố bạo lực đã xảy ra có liên quan đến những người nhập cư  trong đó có cuộc bạo loạn tại Stockholm năm 2013 xảy ra sau vụ việc một người nhập cư Bồ Đào Nha già bị bắn chết bởi một viên cảnh sát. Để đối phó với những sự kiện bạo lực này, đảng Dân chủ Thụy Điển, một đảng đối lập có lập trường chống người nhập cư, đã thúc đẩy các chính sách chống nhập cư của họ, trong khi phe đối lập cánh tả đổ lỗi cho sự bất bình đẳng ngày càng tăng do những chính sách kinh tế xã hội sai lầm của chính phủ trung hữu . Thụy Điển đã bị ảnh hưởng nặng nề bởi cuộc khủng hoảng di cư châu Âu năm 2015, tình trạng này cuối cùng cũng đã buộc chính phủ nước này phải thắt chặt hơn các quy định về nhập cư.

## Chính trị

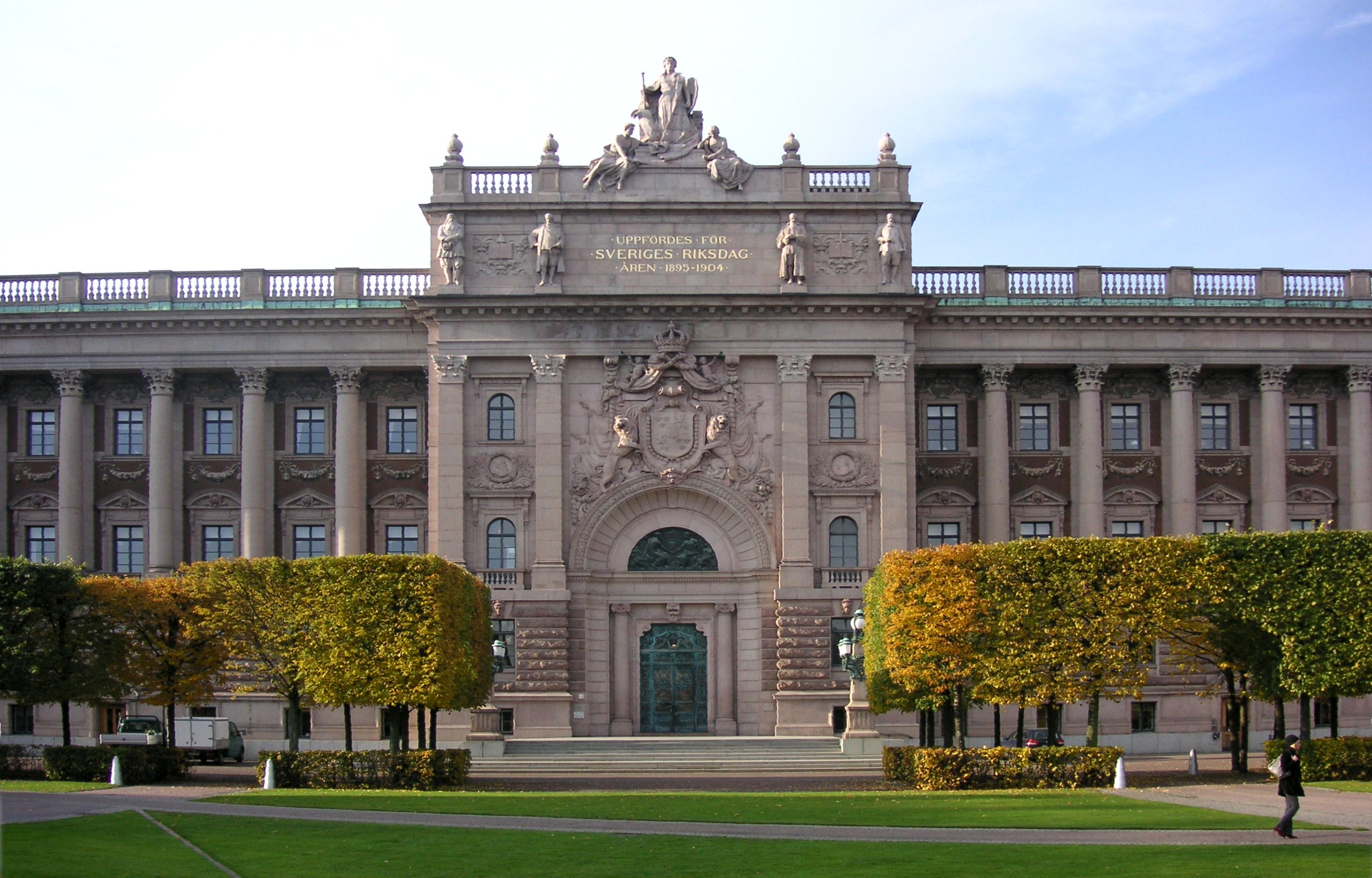
Tòa nhà Quốc hội Thụy Điển.

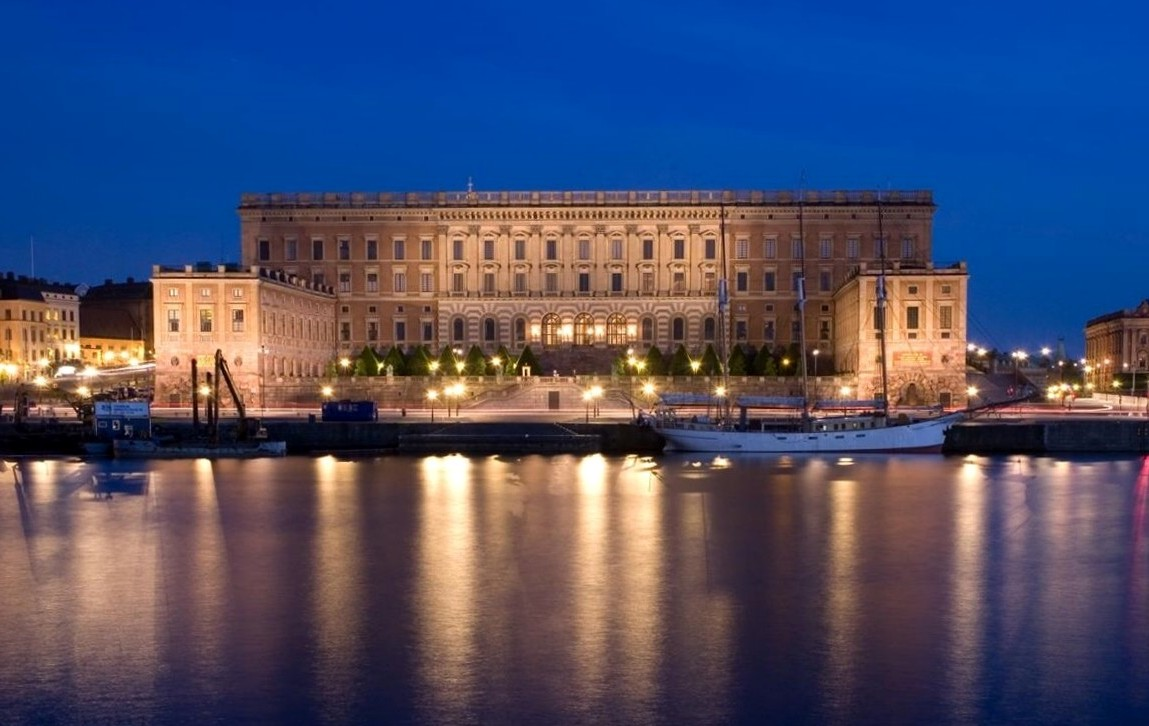
Cung điện Stockholm nơi ở của Vua Thụy Điển.

Thụy Điển có bốn đạo luật cơ bản (tiếng Thụy Điển: grundlagar) kết hợp với nhau hình thành nên hiến pháp của đất nước, bao gồm: Văn kiện của chính phủ (tiếng Thụy Điển: Regeringsformen), Đạo luật Kế vị (tiếng Thụy Điển: Successionsordningen), Đạo luật về quyền tự do báo chí (tiếng Thụy Điển: Tryckfrihetsförordningen), Luật Cơ bản về quyền tự do ngôn luận (tiếng Thụy Điển: Yttrandefrihetsgrundlagen).
Thụy Điển là một nhà nước quân chủ lập hiến với Vua Carl XVI Gustaf là người đứng đầu nhà nước kể từ năm 1973, song vai trò của quốc vương chỉ giới hạn trong các chức năng nghi lễ và đại diện.  Theo quy định của Văn kiện Chính phủ năm 1974, nhà vua không có bất kỳ quyền lực chính trị chính thức nào. Nhà vua là người mở phiên họp Quốc hội hàng năm,  tổ chức Hội đồng Thông tin thường kỳ với Thủ tướng và Chính phủ, chủ trì các cuộc họp của Hội đồng Tư vấn Ngoại giao (Tiếng Thụy Điển: Utrikesnämnden) và là người tiếp nhận quốc thư của các đại sứ nước ngoài gửi tới Thụy Điển cũng như đóng dấu quốc thư gửi ra nước ngoài. Ngoài ra, nhà Vua cũng là người thanh toán chi phí cho những chuyến thăm cấp nhà nước ở nước ngoài và tiếp đón khách nước ngoài với tư cách là chủ nhà. Ngoài những nhiệm vụ chính thức, Vua và những thành viên khác trong gia đình hoàng gia cũng thực hiện một loạt các nhiệm vụ đại diện không chính thức khác cả ở trong nước và ngoài nước.
Cơ quan lập pháp là Riksdag (tức Quốc hội) chỉ có một viện bao gồm 349 đại biểu và được bầu 4 năm một lần, đứng đầu bởi một Chủ tịch. Các cuộc tổng tuyển cử được tổ chức bốn năm một lần, vào ngày chủ nhật thứ hai của tháng chín. Luật pháp có thể được soạn thảo bởi chính phủ hoặc bởi thành viên của Riksdag. Các thành viên của Riksdag được bầu lên theo cơ sở đại diện tỷ lệ cho một nhiệm kỳ bốn năm. Các đạo luật cơ bản chỉ có thể được thay đổi nếu đạt được sự đồng thuận bởi Riksdag.
Chính phủ Thụy Điển (tiếng Thụy Điển: Regeringen) nắm vai trò hành pháp, bao gồm một vị thủ tướng — được bổ nhiệm hoặc miễn nhiệm bởi Chủ tịch Riksdag (dựa trên một cuộc bỏ phiếu bởi các thành viên của Riksdag) — và các bộ trưởng (tiếng Thụy Điển: Statsråd), được bổ nhiệm hoặc bị sa thải tùy thuộc vào quyết định của thủ tướng. Chính phủ là cơ quan hành pháp tối cao và chịu trách nhiệm về mọi hành động của mình trước Quốc hội.
Cơ quan tư pháp của Thụy Điển hoàn toàn độc lập với Quốc hội, chính phủ và các cơ quan hành chính nhà nước. Vai trò của việc xem xét pháp lý về pháp luật không được thực hiện bởi các tòa án; mà thay vào đó, Hội đồng Pháp luật đưa ra những ý kiến không ràng buộc về tính hợp pháp. Tòa án không bị ràng buộc bởi tiền lệ pháp, mặc dù nó có ảnh hưởng.
Tại Thuỵ Điển có nguyên tắc công khai, tức là giới báo chí và tất cả các cá nhân đều có thể xem các văn kiện của công sở nhà nước, ngoại trừ một số ít trường hợp đặc biệt. Không một người nào phải nêu lý do tại sao muốn xem một văn kiện nhất định và cũng không phải trình chứng minh thư.
Một điều đặc biệt khác là hệ thống các thanh tra viên (ombudsman). Những người này bảo vệ quyền lợi của cá nhân trong khi họ tiếp xúc với chính quyền và theo dõi việc thi hành các luật lệ quan trọng. Người công dân khi cho rằng bị đối xử không công bằng có thể tìm đến thanh tra viên, những người sẽ điều tra trường hợp này và có thể mang vụ việc ra trước tòa án với tư cách là nguyên cáo đặc biệt. Đồng thời họ cũng có nhiệm vụ cộng tác với các cơ quan nhà nước để nắm bắt tình hình trong phạm vi của họ, thi hành các công tác giải thích và đưa ra những đề nghị thay đổi luật lệ. Bên cạnh những thanh tra viên về luật pháp còn có thanh tra viên của người tiêu dùng, thanh tra viên về trẻ em, thanh tra viên về quyền bình đẳng và các thanh tra viên về phân biệt đối xử chủng tộc và phân biệt đối xử vì các khuynh hướng tình dục.
Trong một thời gian dài Thụy Điển đã được xem như là một nước dân chủ xã hội điển hình và nhiều người theo cánh tả ở châu Âu đã xem Thuỵ Điển như là một thí dụ điển hình cho một "con đường thứ ba", kết hợp giữa chủ nghĩa xã hội và kinh tế thị trường.
Vào ngày 14 tháng 9 năm 2003, việc đưa đồng euro vào sử dụng làm tiền tệ quốc gia được biểu quyết tại Thuỵ Điển. Những người hoài nghi euro đã thắng thế (tỷ lệ đi bầu: 81,2%, kết quả bầu cử: 56,1% chống, 41,8% thuận, 2,1% phiếu trắng và 0,1% phiếu không hợp lệ).

### Đảng chính trị và các cuộc bầu cử
Đảng Dân chủ Xã hội Thụy Điển đã đóng một vai trò chủ đạo trong nền chính trị Thụy Điển kể từ năm 1917, thời điểm những người dân chủ xã hội đã khẳng định được sức mạnh của mình và những người cách mạng cánh tả thành lập đảng phái riêng của họ. Kể từ năm 1932 tới nay, hầu hết các chính phủ nắm quyền ở Thụy ĐIển đều chịu sự chi phối của Đảng Dân chủ Xã hội. Trong các cuộc tổng tuyển cử kể từ sau thế chiến II cho tới nay, các đảng phái cánh hữu chỉ có 5 lần đạt đủ số ghế trong Quốc hội để có thể lập thành chính phủ
Trong hơn 50 năm, Thụy Điển chỉ có 5 đảng liên tục nhận được đủ số phiếu bầu để giành được ghế trong Quốc hội - đó là Đảng Dân chủ Xã hội, Đảng Ôn hòa, Đảng Trung tâm, Đảng Nhân dân Tự do và Đảng Cánh tả — trước khi Đảng Xanh trở thành đảng thứ 6 có ghế trong Quốc hội sau cuộc bầu cử năm 1988. Trong cuộc bầu cử năm 1991, trong khi Đảng Xanh bị mất ghế, thì lại có hai đảng mới giành được ghế lần đầu tiên: Đảng Dân chủ Thiên chúa giáo và Đảng Dân chủ Mới. Cuộc bầu cử năm 1994 đã chứng kiến sự trở lại của Đảng Xanh và sự sụp đổ của Đảng Dân chủ mới. Mãi cho đến khi cuộc bầu cử vào năm 2010 mới có một đảng thứ tám, đảng Dân chủ Thụy Điển, giành được ghế trong Riksdag .

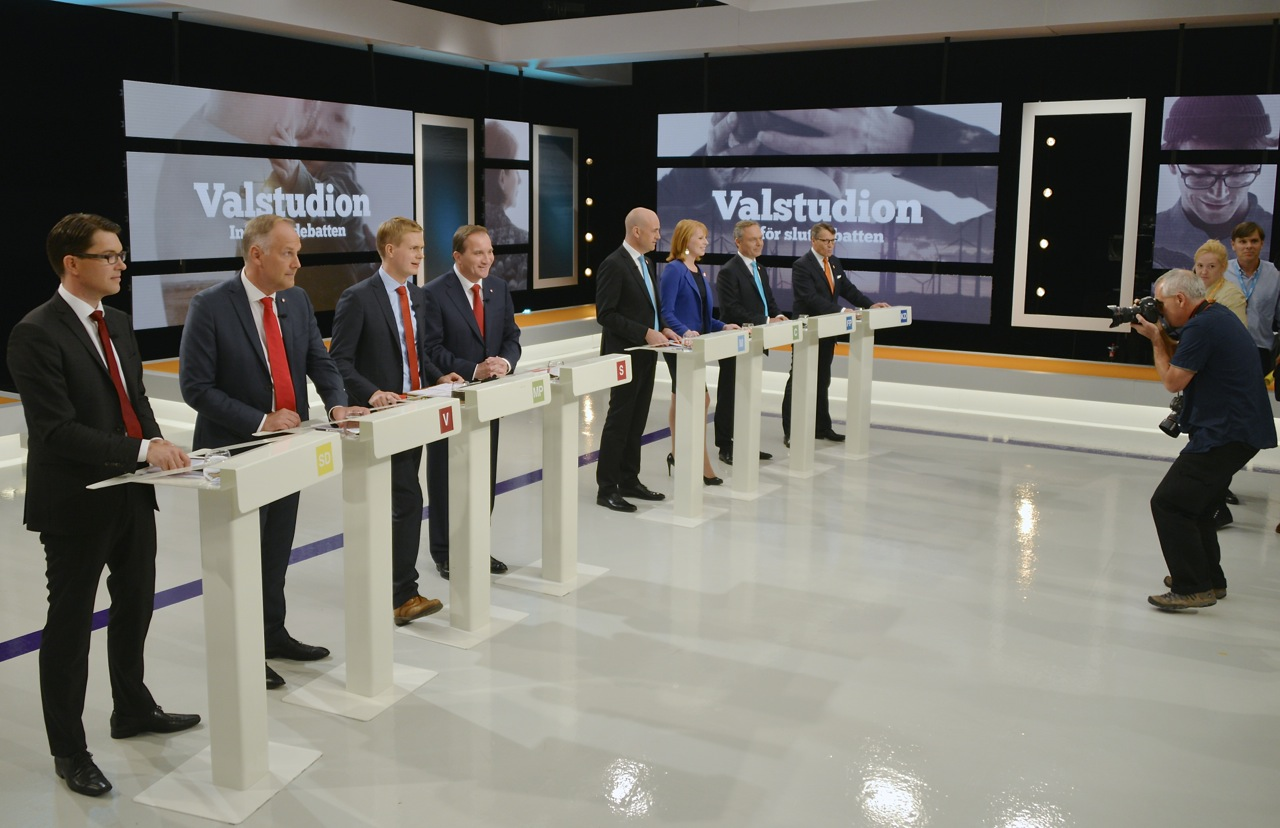
Các nhà lãnh đạo đảng trước khi bắt đầu cuộc tranh luận trực tiếp trên sóng truyền hình vào ngày 12 tháng 9 năm 2014.

Trong cuộc tổng tuyển cử năm 2014, 4 đảng trung hữu là Đảng Ôn hòa, Đảng Nhân dân Tự do, Đảng Trung tâm và Đảng Dân chủ Thiên chúa giáo đã tiếp tục hợp thành một liên minh cánh hữu có tên gọi là Liên minh Thụy Điển, với hi vọng có lần thứ ba liên tiếp thắng lợi cuộc bầu cử (Ở hai cuộc bầu cử trước đó, Liên minh này đều đã chiến thắng và thành lập được chính phủ). Ở chiều ngược lại, ba đảng lớn nhất của phe cánh tả (Đảng Dân chủ Xã hội, Đảng Xanh, và Đảng Cánh tả) lại tham gia chiến dịch bầu cử này hoàn toàn độc lập chứ không còn liên minh với nhau như cuộc bầu cử năm 2010. Ngoài ra bên cánh hữu còn có Đảng Dân chủ Thụy Điển là đảng cực hữu, đảng này không lập liên minh với bất kỳ đảng nào khác. Kết quả chung cuộc ba đảng cánh tả lớn nhất đã vượt qua Liên minh Thụy Điển, với cách biệt là 159 ghế và 141 ghế. Đảng Dân chủ Thụy Điển nhận được sự ủng hộ lớn gấp đôi so với cuộc bầu cử trước đó khi giành được 49 ghế còn lại.  Fredrik Reinfeldt, Thủ tướng đương nhiệm thuộc Liên minh Thụy Điển, đã không thể có nhiệm kỳ thứ ba liên tiếp nắm quyền. Vào ngày 3 tháng 10, ông được thay thế bởi Stefan Löfven, người đã thành lập một chính phủ thiểu số bao gồm các thành viên của đảng Dân chủ Xã hội và Đảng Xanh.
Tỉ lệ cử tri đi bầu cử ở Thụy Điển luôn luôn cao so với tiêu chuẩn quốc tế. Mặc dù đã có sự suy giảm trong một vài thập kỳ qua, những cuộc bầu cử gần đây đã ghi nhận tỉ lệ cử tri đi bầu ngày càng tăng (80.11% trong năm 2002, 81.99% vào năm 2006, 84.63% trong năm 2010 và 85.81 trong năm 2014. Các chính trị gia Thụy Điển luôn nhận được sự tin tưởng cao từ các công dân kể từ những năm 1960. Tuy nhiên, mức độ tin tưởng đó đã giảm dần, và hiện đang ở mức thấp hơn đáng kể so với các nước láng giềng Scandinavia.

### Phân chia hành chính

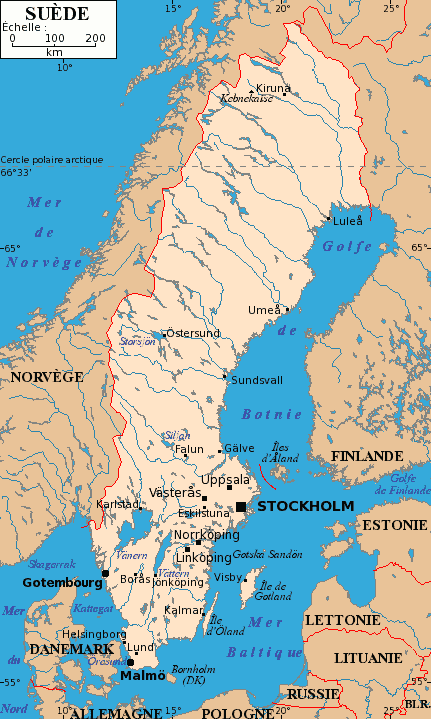
Bản đồ hành chính Thụy Điển

Vương quốc này được chia thành 21 hạt (län). Các nhiệm vụ quản lý nhà nước ở cấp tỉnh được thống đốc (hoặc thủ hiến) (landshövding) và chính quyền cấp tỉnh (länsstyrelse) thi hành.
Theo truyền thống Thuỵ Điển được chia ra thành ba vùng (landsdelar) là Götaland, Svealand và Norrland. Vùng lịch sử thứ tư của Thụy Điển cho đến năm 1809 là Österland, thuộc nước Phần Lan ngày nay. Cho đến cuộc cải cách hành chính do Axel Oxenstierna tiến hành năm 1634 các vùng này được chia là 25 khu vực (landskap)
| - Blekinge - Bohuslän - Dalarna - Dalsland - Gotland - Gästrikland - Halland - Hälsingland - Härjedalen | - Jämtland - Lapland - Medelpad - Norrbotten - Närke - Scania - Småland - Södermanland | - Uppland - Värmland - Västerbotten - Västergötland - Västmanland - Ångermanland - Öland - Östergötland |

21 đơn vị hành chính chính thức (län) không hoàn toàn trùng hợp với các khu vực trên là:
| - Stockholms - Uppsala - Södermanlands - Östergötlands - Jönköpings - Kronobergs - Kalmar | - Gotlands - Blekinge - Skåne - Hallands - Västra Götalands - Värmlands - Örebro | - Västmanlands - Dalarnas - Gävleborgs - Västernorrlands - Jämtlands - Västerbottens - Norrbottens |

Thành phố lớn nhất là thủ đô Stockholm. Các thành phố quan trọng khác là Göteborg, Malmö, Uppsala, Linköping, Västerås, Örebro và Norrköping.
Nói chung Thuỵ Điển có thể được chia ra làm vùng phía Nam đông dân cư và phát triển nhiều hơn là vùng miền Bắc rất ít dân cư. Miền Bắc bắt đầu từ phía bắc của các thành phố Borlänge, Falun và Gävle, khoảng trên đường nối Söderhamn-Mora. Vào khoảng năm 1900 miền Bắc Thuỵ Điển bắt đầu được khai thác. Trong thời gian từ năm 1907 đến 1937 đường sắt Thụy Điển được xây dựng giữa Kristinehamn và Gällivare nhằm để đẩy mạnh công cuộc khai thác này.
Việc tự quản lý ở cấp làng xã được phân chia thành 2 cấp: các nhiệm vụ của làng xã như hệ thống trường học, phục vụ xã hội, chăm sóc người già và trẻ em và hạ tầng cơ sở của làng xã thuộc về nhiệm vụ của 289 làng (kommun), các khu vực vượt quá khả năng của từng làng xã một như hệ thống y tế, giao thông trong vùng, kế hoạch hóa giao thông,... thuộc về quyền hạn của các hội đồng tỉnh (landsting). Làng xã và các hội đồng tỉnh dùng thuế thu nhập, các khoản thu khác và trợ cấp quốc gia để chi phí cho các hoạt động này.

### Quân đội

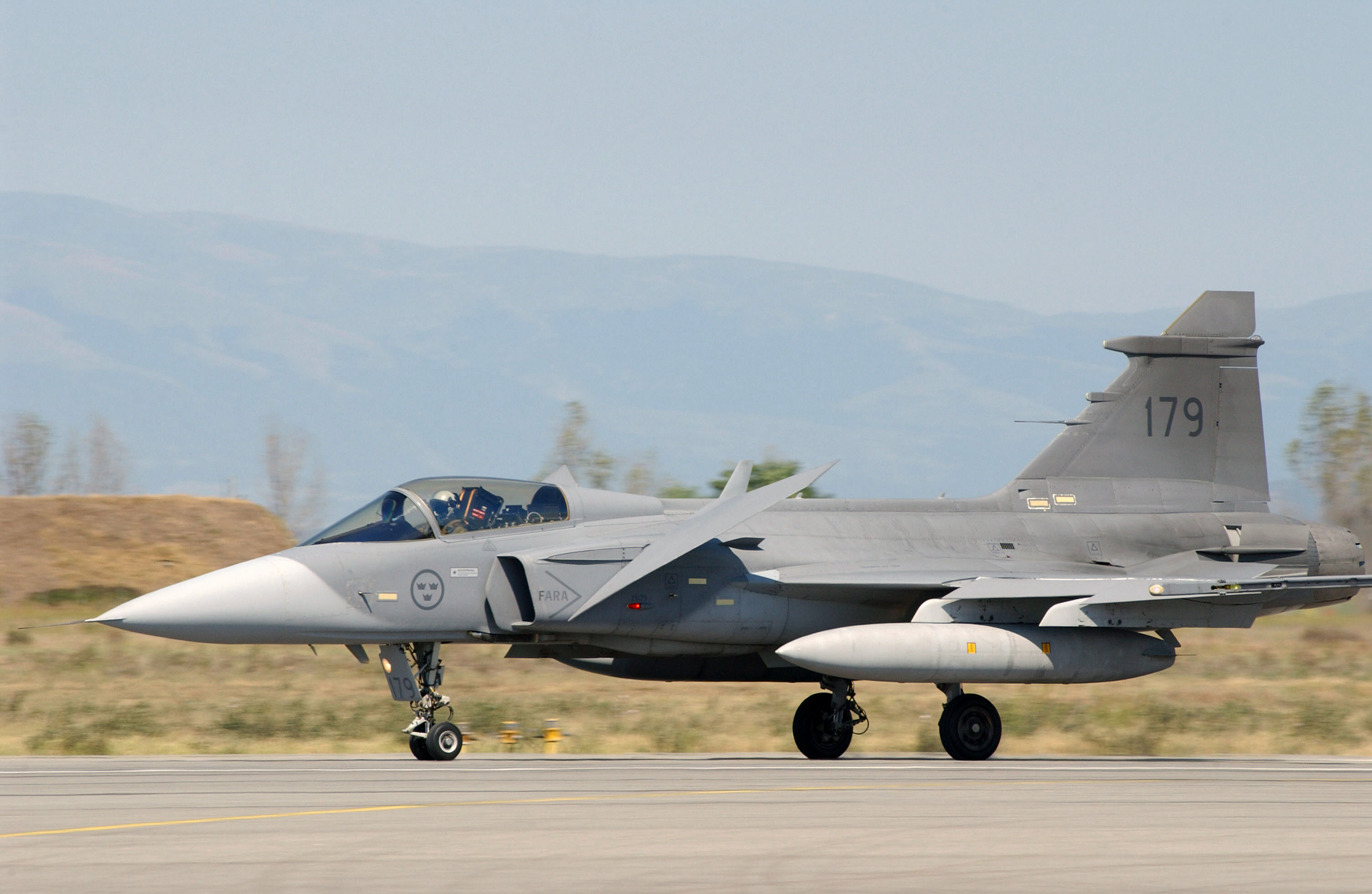
Saab JAS 39 Gripen là một máy bay chiến đấu đa năng tiên tiến của Không quân Thụy Điển.

Luật pháp được thực thi ở Thụy Điển bởi các cơ quan của chính phủ. Cảnh sát Thụy Điển là cơ quan của Chính phủ liên quan đến các vấn đề của cảnh sát. Lực lượng Đặc Nhiệm Quốc gia là một đơn vị SWAT quốc gia trực thuộc Bộ Cảnh Sát. Trách nhiệm của Cơ quan An ninh Thụy Điển là các hoạt động chống gián điệp, chống khủng bố, bảo vệ hiến pháp và bảo vệ người dân.
Försvarsmakten (lực lượng vũ trang Thụy Điển) trực thuộc Bộ Quốc phòng Thụy Điển, chịu trách nhiệm về hoạt động trong thời bình của lực lượng vũ trang Thụy Điển. Nhiệm vụ chính của cơ quan là đào tạo và triển khai lực lượng hỗ trợ hòa bình ở nước ngoài, đồng thời duy trì khả năng tập trung dài hạn vào việc bảo vệ Thụy Điển trong trường hợp chiến tranh. Lực lượng vũ trang được chia thành Lục quân, Không quân và Hải quân. Người đứng đầu lực lượng vũ trang là Tư lệnh tối cao (Överbefälhavaren, ÖB), sĩ quan cao cấp nhất trong cả nước. Cho tới năm 1974, nhà vua là Tư lệnh tối cao của quân đội, nhưng trên thực tế trong suốt thế kỷ 20 nhà vua hoàn toàn không nắm vai trò lãnh đạo quân sự.
Cho đến thời điểm kết thúc Chiến tranh Lạnh, hầu hết nam giới ở Thụy Điển đều phải thực hiện nghĩa vụ quân sự bắt buộc khi họ đủ tuổi. Đến ngày 1 tháng bảy,năm 2010 Thụy Điển bãi bỏ chế độ nghĩa vụ quân sự bắt buộc, chuyển sang chế độ nghĩa vụ quân sự tự nguyện. Điều này khiến cho tổng số quân hiện dịch của lực lượng vũ trang Thụy Điển chỉ còn khoảng 60.000 người. Con số này thua xa những năm 1980 thời điểm trước sự sụp đổ của Liên Xô, với 1,000,000 quân.
Tuy nhiên, ngày 11 tháng 12 năm 2014, do căng thẳng ở khu vực Baltic, chính phủ Thụy Điển khôi phục lại một phần hệ thống nghĩa vụ quân sự bắt buộc, đào tạo bồi dưỡng. Ngày 2 tháng 3 năm 2017 chính phủ Thụy Điển khôi phục lại hoàn toàn chế độ nghĩa vụ quân sự bắt buộc, bắt đầu có hiệu lực từ ngày 1 tháng 1 năm 2018.
Các lực lượng Thụy Điển đã tham gia vào những hoạt động gìn giữ hòa bình tại Cộng hòa Dân chủ Congo, Síp, Bosnia và Herzegovina, Kosovo, Liberia, Liban, Afghanistan và Chad.

### Quan hệ ngoại giao

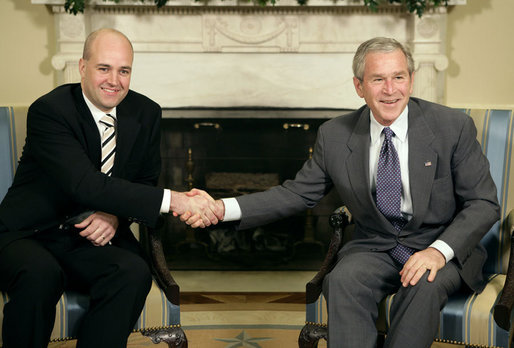
Thủ tướng Thụy Điển Fredrik Reinfeldt và Tổng thống Mỹ George W. Bush tại Nhà Trắng ngày 15/5/2007.

Trong suốt thế kỷ 20, chính sách đối ngoại của Thụy Điển dựa trên nguyên tắc không liên kết trong thời bình và trung lập trong thời chiến.
Nguyên tắc trung lập của Thụy Điển đã bắt nguồn từ thế kỷ 19 khi đất nước này đã không ở trong trạng thái chiến tranh kể từ khi kết thúc chiến dịch chống lại Na Uy vào năm 1814. Trong Thế chiến thứ hai Thụy Điển đứng ngoài cuộc chiến và không gia nhập cả hai phe Đồng minh cũng như phe Trục. Tuy nhiên sự trung lập của quốc gia này trong Chiến tranh thế giới thứ hai vẫn còn đang là một chủ đề gây tranh cãi. Trong một số trường hợp, Thụy Điển đã cho phép quân đội Đức Quốc xã sử dụng hệ thống đường sắt của họ để vận chuyển quân đội và hàng hóa. đặc biệt là quặng sắt từ mỏ ở phía bắc Thụy Điển, một nguyên liệu tối quan trọng đối với bộ máy chiến tranh của Đức. Tuy nhiên, Thụy Điển cũng gián tiếp góp phần bảo vệ Phần Lan trong Chiến tranh mùa đông, và đã đồng ý cho quân Đồng minh được đào tạo binh lính Na Uy và Đan Mạch ở Thụy Điển sau năm 1943.
Trong những năm đầu Chiến tranh Lạnh, Thụy Điển kết hợp chính sách không liên kết và một sự tham gia thấp trong các vấn đề quốc tế với chính sách an ninh dựa trên quốc phòng mạnh mẽ. Nhiệm vụ của quân đội Thụy Điển là ngăn chặn mọi cuộc tấn công vào quốc gia này.  Đồng thời, nước này duy trì một mối quan hệ gần gũi không chính thức với khối phương Tây, đặc biệt là trong lĩnh vực trao đổi thông tin tình báo. Năm 1952, một chiếc DC-3 của Thụy Điển bị bắn rơi trên Biển Baltic bởi một máy bay phản lực Mig-15 của Liên Xô. Sau đó một cuộc điều tra cho thấy chiếc máy bay này thực sự đã thu thập thông tin cho NATO. Một chiếc máy bay khác, máy bay tìm kiếm và cứu hộ Catalina, được gửi đi vài ngày sau đó và đã bị Liên Xô bắn hạ. Thủ tướng Olof Palme đã có chuyến thăm chính thức tới Cuba trong những năm 1970, trong đó ông lên án chính phủ của Fulgencio Batista và ca ngợi những người cộng sản cách mạng Cuba và Campuchia trong một bài phát biểu.
Bắt đầu từ cuối những năm 1960, Thụy Điển đã cố gắng đóng một vai trò tích cực hơn, quan trọng hơn và độc lập hơn trong quan hệ quốc tế. Họ đã có những đóng góp đáng kể trong nỗ lực giữ gìn hòa bình quốc tế, đặc biệt là thông qua Liên Hợp Quốc, cũng như hỗ trợ cho các nước nghèo thuộc thế giới thứ ba.
Vào ngày 27 tháng 10 năm 1981, một tàu ngầm lớp Whiskey (U 137) của Liên bang Xô viết bị mắc cạn gần căn cứ hải quân tại Karlskrona ở miền nam Thụy ĐIển. Vụ việc đã gây ra một cuộc khủng hoảng ngoại giao giữa Thụy Điển và Liên Xô. Sau vụ ám sát Olof Palme năm 1986 và sự kết thúc của Chiến tranh Lạnh, Thụy Điển đã thực hiện một chính sách đối ngoại mang tính truyền thống hơn. Tuy nhiên, đất nước vẫn hoạt động tích cực trong các nhiệm vụ gìn giữ hòa bình và duy trì một ngân sách đáng kể dành cho viện trợ nước ngoài.
Từ năm 1995 Thụy Điển đã trở thành một thành viên của Liên minh châu Âu, và trong bối cảnh tình hình an ninh thế giới có những biến đổi mới, chính sách đối ngoại của Thụy Điển đã có sự điều chỉnh, qua đó Thụy Điển đóng một vai trò tích cực hơn trong vấn đề hợp tác bảo đảm an ninh trên toàn châu Âu.
Thuỵ Điển thiết lập quan hệ ngoại giao với Việt Nam ngày 11 tháng 1 năm 1969.

## Địa lý

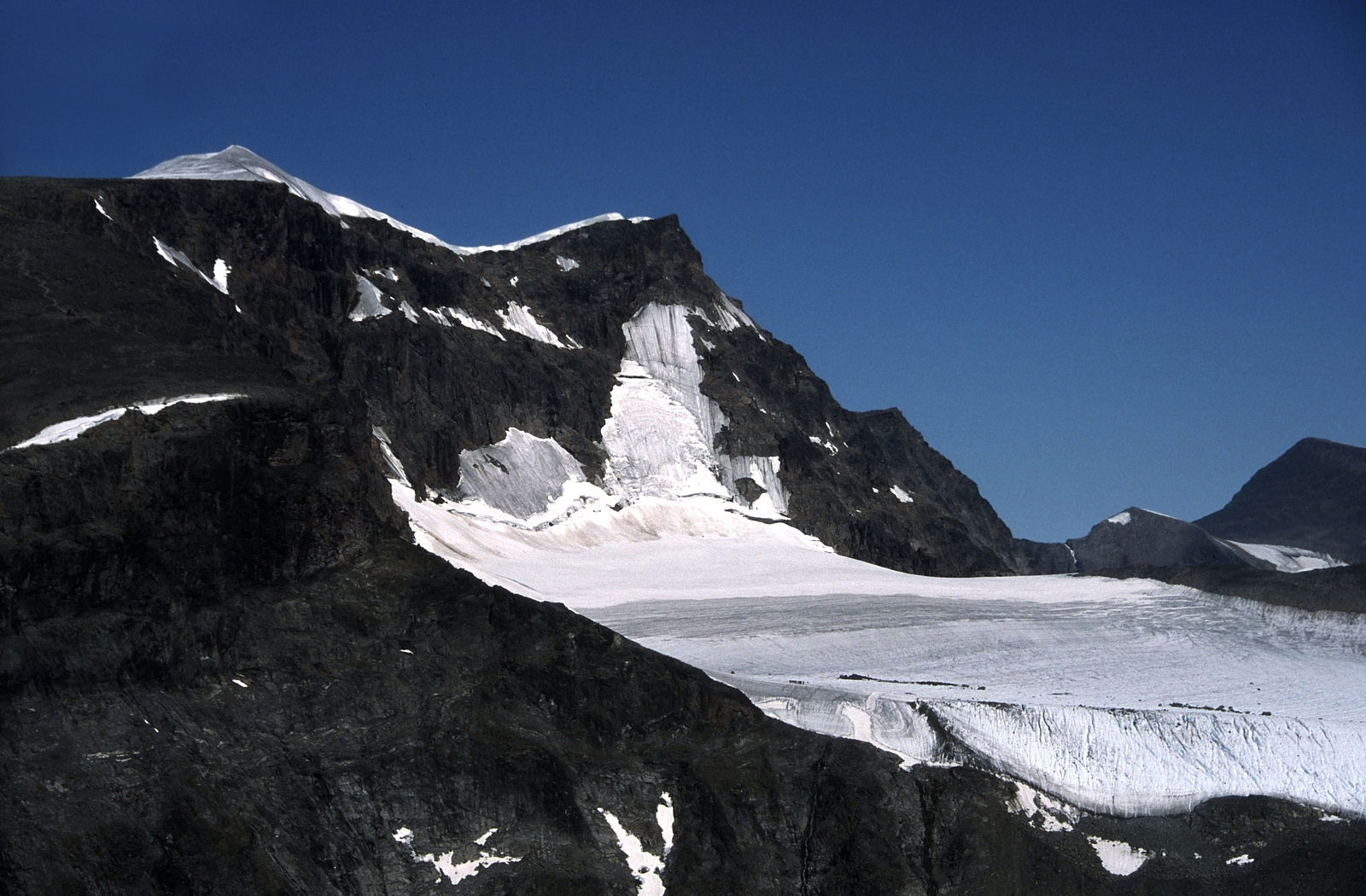
Kebnekaise - đỉnh núi cao nhất Thụy Điển

Thuỵ Điển có biên giới với biển Kattegatt, các quốc gia Na Uy và Phần Lan và Biển Đông (Thụy Điển). Hai đảo lớn của Biển Đông thuộc về Thuỵ Điển là Gotland (khoảng 3.000 km²) và Öland (khoảng 1.300 km²). Ngoài ra, Thuỵ Điển còn có khoảng 221.800 đảo, làm cho đất nước này trở thành quốc gia có nhiều đảo nhất thế giới. Chiều dài lớn nhất từ Bắc đến Nam là 1.572 km, từ Đông sang Tây là 499 km.
Trong khi địa hình đất nước phần lớn là bằng phẳng hay có đồi thì dọc theo biên giới với Na Uy là dãy núi Scandinavia (Skanderna) cao đến trên 2.000 m với đỉnh cao nhất là Kebnekaise (2.111 m). Có rất nhiều vườn quốc gia rải rác trên toàn nước.

### Địa hình
Miền Nam và Trung Thuỵ Điển (Götaland và Svealand), hai vùng mà chỉ bao gồm 2/5 Thuỵ Điển, được chia từ Nam đến Bắc ra thành 3 vùng đất lớn. Miền Bắc Thuỵ Điển, bao gồm 3/5 còn lại của Thuỵ Điển được chia từ Đông sang Tây ra thành 3 vùng có phong cảnh khác nhau.

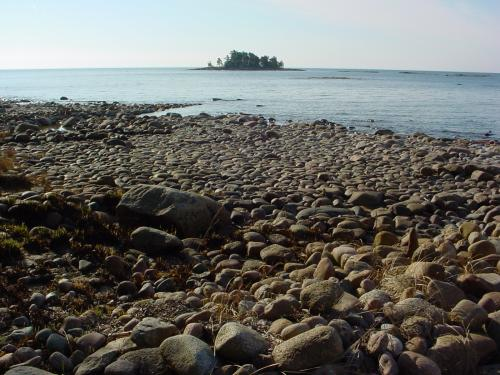
Hồ Vänern.

Phần cực Nam, tỉnh Skåne, là phần đất nối tiếp của vùng đồng bằng miền Bắc nước Đức và Đan Mạch. Điểm thấp nhất của Thuỵ Điển với 2,4 m dưới mặt biển cũng ở Schonen. Trải dài từ phía bắc của vùng này là cao nguyên Nam Thuỵ Điển, miền đất nhiều đồi với rất nhiều hồ có hình dáng dài được hình thành qua xói mòn của thời kỳ băng hà. Vùng đất lớn thứ ba là vùng trũng Trung Thuỵ Điển, là một vùng bằng phẳng nhưng lại bị chia cắt nhiều với các đồng bằng lớn, đồi núi, vịnh hẹp và nhiều hồ (trong đó có 4 hồ lớn nhất Thuỵ Điển là Vänern, Vättern, Mälaren và Hjälmaren).
Phía tây của Bắc Thuỵ Điển là dãy núi Bắc Âu, là biên giới với Na Uy, có chiều cao từ 1.000 m đến 2.000 m trên mực nước biển. Trên dãy núi Bắc Âu là ngọn núi cao nhất Thuỵ Điển, ngọn núi Kebnekaise (2.111 m). Nối liền về phía Đông là vùng đất lớn nhất của Thuỵ Điển. Dọc theo dãy núi là các vùng cao nguyên rộng lớn ở độ cao 600 m đến 700 m trên mực nước biển và chuyển tiếp sang thành một vùng đất có nhiều đồi với địa thế mấp mô thấp dần đi về phía Đông. Các mỏ lớn (sắt, đồng, kẽm, chì) của Thuỵ Điển cũng nằm trong vùng đất này. Các sông lớn của Thuỵ Điển đều bắt nguồn từ dãy núi Bắc Âu và chảy gần như song song với nhau qua các đồng bằng về hướng Biển Đông. Dọc theo bờ Biển Đông là vùng đất bằng phẳng bị chia cắt giữa Härnösand và Örnsköldsvik bởi một nhánh núi (Höga kusten). Các sông dài nhất của Thuỵ Điển là Klarälven, Torneälv, Dalälven, Umeälv và Ångermanälven.

### Khí hậu
So với vị trí địa lý, khí hậu của Thuỵ Điển tương đối ôn hòa vì trước tiên là do gần Đại Tây Dương với dòng hải lưu Gơn strim ấm áp. Phần lớn nước Thuỵ Điển có khí hậu ẩm, mưa nhiều và nhiệt độ tương đối ít thay đổi giữa mùa đông và mùa hè. Tại miền nam Thuỵ Điển, được cây lá rộng chi phối, rừng lá kim phát triển ở phía bắc, với thông và vân sam thống trị cảnh quan. Vì Thụy Điển nằm giữa 55° vĩ độ và 69° vĩ độ và một phần ở trong vòng cực Bắc nên sự cách biệt giữa ánh sáng ban ngày dài trong mùa hè và ban đêm dài trong mùa đông rất lớn. Ở phần phía bắc, với sự xuất hiện của nhiều núi và biểu hiện của khí hậu cận cực, mùa đông lạnh hơn và tuyết rơi nhiều hơn so với miền nam. Vào một phần của mùa hè mặt trời sẽ xuất hiện tới nữa đêm hoặc không lặn và vào mùa đông, mặt trời chỉ xuất hiện trong vài giờ hoặc không xuất hiện. Lượng mưa trung bình hàng năm là khoảng 1.000 mm, với lượng mưa tương đối lớn ở phía tây cao nguyên Småland và bờ biển phía tây. Tháng giêng, nhiệt độ trung bình ban ngày vào khoảng 0 độ C ở phía nam, nhiệt độ âm ở miền trung và - 16 độ C ở phía bắc. Vào tháng bảy, nhiệt động trong bình vào khoảng 17 - 18 độ C ở Götaland och Svealand, và chỉ hơn 10 độ C ở phía cực bắc của Thuỵ Điển. Nhiệt độ thấp nhất được ghi nhận ở Thụy Điển là và ngày 2 tháng 2 năm 1966 ở Vuoggatjålme, Lappland với - 52,6 độ C. Nhiệt độ cao nhất được ghi nhận là 38 độ C ở Ultuna, Uppland (ngày 9 tháng 7 năm 1933) và Målilla, Småland (ngày 29 tháng 6 năm 1947).
| City                  | Jan     | Feb    | Mar    | Apr  | May  | Jun   | Jul   | Aug   | Sep   | Oct  | Nov    | Dec    |
| --------------------- | ------- | ------ | ------ | ---- | ---- | ----- | ----- | ----- | ----- | ---- | ------ | ------ |
| Kiruna                | −10/−16 | −8/−15 | −4/−13 | 2/−7 | 8/0  | 14/6  | 17/8  | 14/6  | 9/2   | 1/−4 | −5/−10 | −8/−15 |
| Östersund             | −5/−10  | −3/−9  | 0/−6   | 5/−2 | 12/3 | 16/8  | 18/10 | 17/10 | 12/6  | 6/2  | 0/−3   | −3/−8  |
| Stockholm             | 1/−2    | 1/−3   | 4/−2   | 11/3 | 16/8 | 20/12 | 23/15 | 22/14 | 17/10 | 10/6 | 5/2    | 1/−1   |
| Gothenburg (Göteborg) | 2/−1    | 4/−1   | 6/0    | 11/3 | 16/8 | 19/12 | 22/14 | 22/14 | 18/10 | 12/6 | 7/3    | 3/−1   |
| Visby                 | 1/−2    | 1/−3   | 3/−2   | 9/1  | 14/6 | 18/10 | 21/13 | 20/13 | 16/9  | 10/6 | 5/2    | 2/0    |
| Malmö                 | 3/−1    | 3/−1   | 6/0    | 12/3 | 17/8 | 19/11 | 22/13 | 22/14 | 18/10 | 12/6 | 8/4    | 4/1    |

### Hệ thực vật và động vật

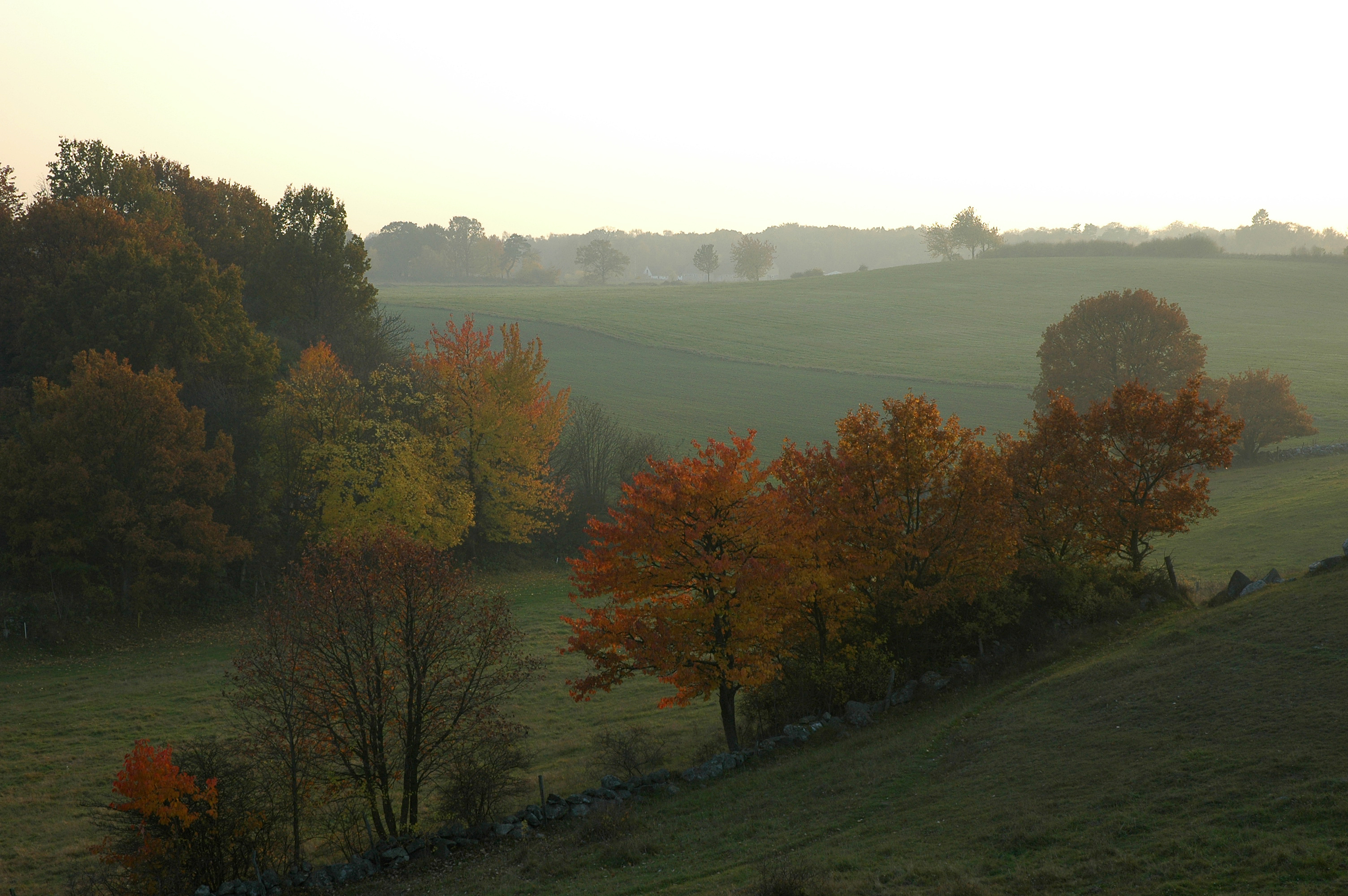
Khung cảnh ở Skåne miền nam Thụy Điển

Miền Bắc Thụy Điển có nhiều rừng cây lá kim rộng lớn, càng về phía Nam thì càng có nhiều rừng tạp. Tại miền Nam Thụy Điển, các rừng cây lá rộng đã phải nhường chỗ cho canh nông hay được thay thế bằng cây lá kim vì chúng có độ tăng trưởng nhanh hơn. Hai đảo Gotland và Öland có một hệ thực vật đa dạng gây nhiều ấn tượng, đặc biệt là có rất nhiều loài hoa lan.
Heo rừng và Hươu đỏ (Cervus elaphus) phân bố ở đây nhiều. Heo rừng tuy đã bị tiêu diệt trong tự nhiên vào cuối thế kỷ XIX nhưng sau khi thoát ra khỏi được các khu vực cấm săn bắn đã lại phát triển đến một dân số có thể tự sống được. Các dã thú như gấu, sói và linh miêu đã phát triển trở lại trong những năm gần đây nhờ vào các quy định bảo vệ môi trường nghiêm ngặt.
Năm 1910, Thụy Điển là quốc gia đầu tiên của châu Âu thành lập các vùng bảo vệ thiên nhiên và cho đến ngày hôm nay vẫn luôn luôn bảo vệ thiên nhiên của đất nước. Người Thụy Điển có ý thức bảo vệ môi trường rất cao.

## Kinh tế
Thụy Điển đứng thứ 7 thế giới về GDP (tổng sản phẩm quốc nội) bình quân đầu người và công dân nước này được hưởng một mức sống rất cao. Kinh tế Thụy Điển là một nền kinh tế hỗn hợp theo định hướng xuất khẩu. Gỗ, thủy điện và quặng sắt là những nguồn tài nguyên quan trọng nhất của Thụy Điển. Lĩnh vực kỹ thuật của Thụy Điển chiếm 50% sản lượng và xuất khẩu, trong khi viễn thông, công nghiệp ô tô và các ngành công nghiệp dược phẩm cũng rất quan trọng. Thụy Điển là nước xuất khẩu vũ khí đứng thứ 9 trên thế giới. Nông nghiệp chiếm 2% trong cơ cấu GDP và tổng số lao động. Thụy Điển cũng là một trong những nước có tỉ lệ người dân sử dụng điện thoại và truy cập internet cao nhất trên thế giới
Năm 2010, hệ số Gini thu nhập của Thụy Điển thấp thứ ba trong số các nước phát triển: 0,25 - cao hơn một chút so với Nhật Bản và Đan Mạch - cho thấy Thụy Điển có sự bất bình đẳng thu nhập ở mức thấp. Tuy nhiên, hệ số Gini tài sản của Thụy Điển lại lên tới 0,853, cao thứ hai trong các nước phát triển, và cao hơn mức trung bình của châu Âu và Bắc Mỹ, cho thấy sự bất bình đẳng tài sản ở mức khá cao.
Về cơ cấu, nền kinh tế Thụy Điển được đặc trưng bởi một khu vực chế tạo quy mô lớn, tập trung tri thức và định hướng xuất khẩu; các ngành dịch vụ kinh doanh ngày càng phát triển, nhưng quy mô vẫn tương đối nhỏ; và một ngành dịch vụ công lớn theo tiêu chuẩn quốc tế. Các tổ chức lớn, cả về sản xuất và dịch vụ, đều thống trị nền kinh tế Thụy Điển. Các ngành sản xuất công nghệ cao và trung bình chiếm khoảng 9.9% tổng số GDP.
20 công ty lớn nhất Thụy Điển (tính theo doanh thu) vào năm 2007 là Volvo, Ericsson,Vattenfall, Skanska, Sony Ericsson Mobile Communications AB, Svenska Cellulosa Aktiebolaget, Electrolux, Volvo Personvagnar, TeliaSonera, Sandvik, Scania, ICA, Hennes & Mauritz,IKEA, Nordea, Preem, Atlas Copco, Securitas, Nordstjernan và SKF. 20 công ty lớn nhất Thụy Điển (tính theo doanh thu) vào năm 2013 là Volvo, Ericsson, Vattenfall, Skanska, Hennes & Mauritz, Electrolux, Volvo Personvagnar, Preem, TeliaSonera, Sandvik, ICA, Atlas Copco, Nordea, Svenska Cellulosa Aktiebolaget, Scania, Securitas, Nordstjernan, SKF, ABB Norden Holding, and Sony Mobile Communications AB. Phần lớn các ngành công nghiệp của Thụy Điển thuộc quyền kiểm soát của tư nhân, không giống như nhiều nước phương Tây khác, và hầu hết các doanh nghiệp thuộc sở hữu của nhà nước có tầm quan trọng rất nhỏ.

Mức tăng trưởng kinh tế của Thụy Điển, giai đoạn 1996-2006

Ước tính khoảng 4,5 triệu người dân Thụy Điển hiện có việc làm và khoảng một phần ba lực lượng lao động tại Thụy Điển đã hoàn thành giáo dục đại học. Xét về GDP mỗi giờ làm việc, thước đo năng suất của một quốc gia khi không tính đến tỷ lệ thất nghiệp hoặc số giờ làm việc mỗi tuần thì Thụy Điển đứng thứ chín trên thế giới vào năm 2006 với 31 USD, so với 22 USD ở Tây Ban Nha và 35 USD ở Hoa Kỳ. Thụy Điển là nước dẫn đầu thế giới về các khoản trợ cấp hưu trí và các vấn đề về lương hưu ở Thụy Điển là tương đối ít so với một số nước Tây Âu khác. 

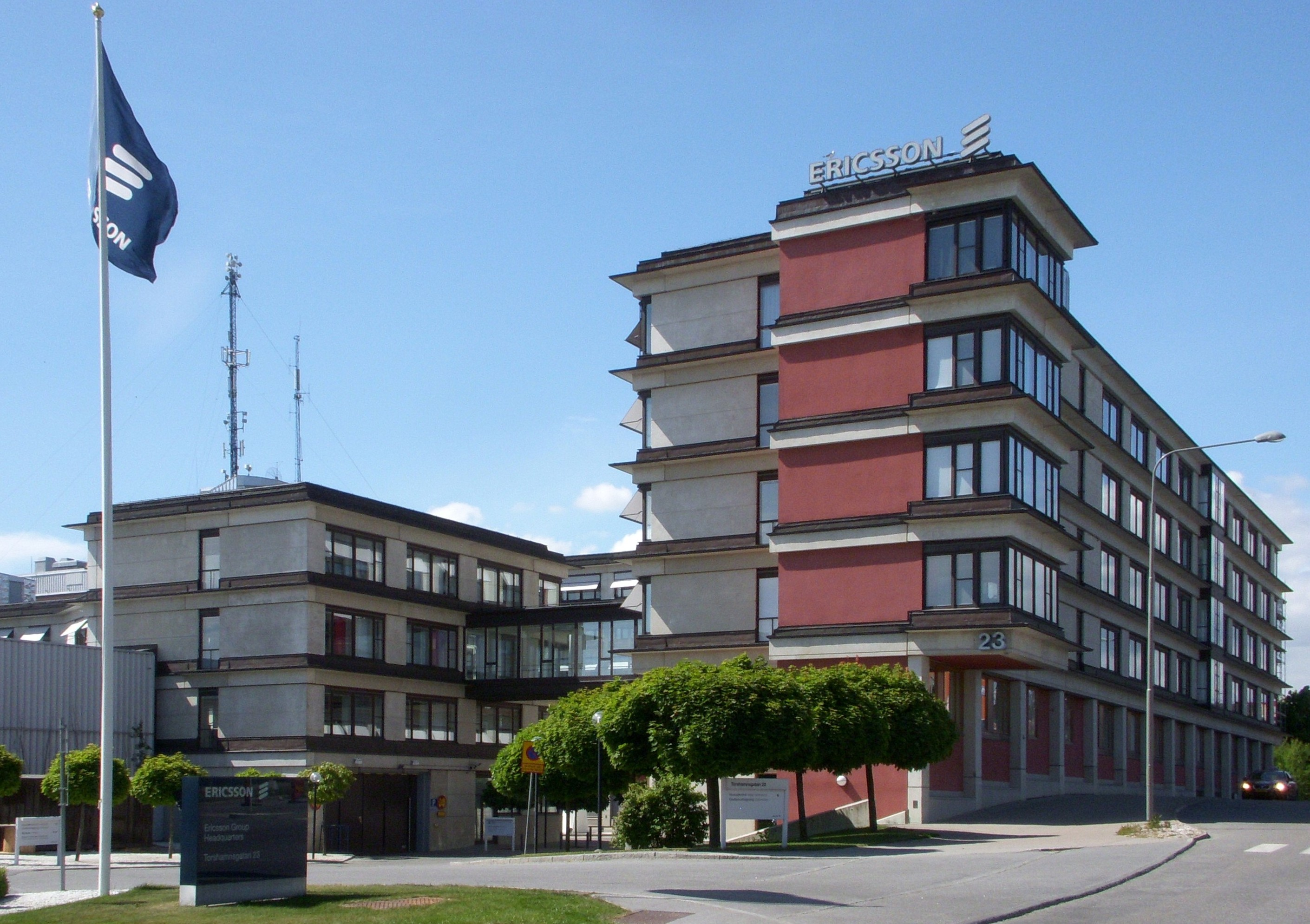
Trụ sở tập đoàn Ericsson tại Stockholm

Một người lao động điển hình của Thụy Điển sẽ chỉ còn nhận được 40% chi phí lao động của họ sau khi nộp thuế. Tỉ lệ ngân sách thu được từ thuế trong GDP của Thụy Điển đạt tới 52.3% vào năm 1990. Nước này phải đối mặt với cuộc khủng hoảng ngân hàng và bất động sản trong hai năm 1990-1991, và do đó đã thông qua cải cách thuế năm 1991 để thực hiện cắt giảm thuế và mở rộng cơ sở thuế theo thời gian. Từ năm 1990, tỉ lệ thu thuế trên GDP của Thụy Điển đã giảm, với tổng mức thuế đánh vào nhóm người có thu nhập cao đã giảm nhiều nhất.. Trong năm 2010 thì 45,8% GDP của Thụy Điển có được từ việc thu thuế, cao thứ hai trong số các nước OECD, và gần gấp đôi so với tỷ lệ ở Mỹ và Hàn Quốc.
Thụy Điển là nền kinh tế đứng thứ tư thế giới về tính cạnh tranh theo Báo cáo cạnh tranh toàn cầu 2012–2013 của Diễn đàn Kinh tế Thế giới . Thụy Điển là quốc gia đứng hàng đầu trong Chỉ số Kinh tế Xanh toàn cầu năm 2014 (GGEI).. Thụy Điển được xếp thứ tư trong Niên giám cạnh tranh thế giới IMD 2013.
Dù đã gia nhập EU, Thụy Điển tiếp tục duy trì đồng tiền riêng của mình, đồng krona Thụy Điển (SEK), do dân Thụy Điển đã chống lại việc đưa euro trở thành đồng tiền chính thức của quốc gia sau một cuộc trưng cầu dân ý được tổ chức vào năm 2003. Riksbank Thụy Điển - được thành lập năm 1668 và là ngân hàng trung ương lâu đời nhất trên thế giới - hiện đang tập trung vào nhiệm vụ ổn định giá với mục tiêu duy trì mức lạm phát ở ngưỡng 2%. Theo khảo sát kinh tế của Thụy Điển năm 2007 thực hiện bởi OECD, từ giữa những năm 1990 Thụy Điển luôn nằm trong số những nước có tỉ lệ lạm phát trung bình thấp nhất châu Âu.
Những đối tác thương mại lớn nhất của Thụy Điển là Đức, Hoa Kỳ, Na Uy, Anh, Đan Mạch và Phần Lan.
Trong nửa sau của thế kỷ XIX, mặc dầu đã có xây dựng đường sắt, Thụy Điển vẫn còn là một quốc gia nông nghiệp rõ rệt với 90% dân số sống nhờ vào nông nghiệp. Mãi cho đến thập niên cuối cùng của thế kỷ XIX mới có công nghiệp hóa rộng lớn, làm cơ sở cho một xã hội công nghiệp hiện đại cho đến cuộc khủng hoảng kinh tế thế giới năm 1929. Sau Chiến tranh thế giới thứ hai Thụy Điển trở thành một trong những quốc gia công nghiệp dẫn đầu của thế giới. Việc phát triển công nghiệp đạt đến đỉnh cao vào giữa thập niên 1960, từ thập niên 1970 số người lao động trong công nghiệp giảm xuống trong khi khu vực dịch vụ tăng trưởng thêm. Trong năm 2012 nông nghiệp chỉ chiếm hơn 1.8% của tổng sản phẩm quốc nội, tỷ lệ của khu vực công nghiệp là 27.4% trong khi 70.7% của tổng sản phẩm quốc nội là do khu vực dịch vụ tạo nên. Tính đến năm 2016, GDP của Thụy Điển đạt 517.440 USD, đứng thứ 23 thế giới và đứng thứ 10 châu Âu. Năm 2017, mức tăng trưởng GDP của Thụy Điển là 2.4% 

### Nông nghiệp và lâm nghiệp
Nền nông nghiệp Thụy Điển mang dấu ấn của những điều kiện về địa chất và của khí hậu. Khoảng 10% diện tích quốc gia được sử dụng trong nông nghiệp. 90% diện tích trồng trọt là ở miền Nam và miền Trung của Thụy Điển. Một phần lớn các công ty trong nông nghiệp là sở hữu gia đình. Được trồng nhiều nhất là ngũ cốc, khoai tây và các loại cây cho dầu. Thế nhưng hơn phân nửa thu nhập trong nông nghiệp (58%) là từ chăn nuôi mà nhiều nhất là sản xuất sữa. Trợ giá nông nghiệp của Liên minh châu Âu chiếm 24% thu nhập. 3/4 các công ty nông nghiệp đều có rừng và kết hợp nông nghiệp với lâm nghiệp. Do Thụy Điển là một trong những nước giàu rừng nhất thế giới (25% diện tích quốc gia là rừng) nên lâm nghiệp cũng đóng vai trò quan trọng trong nền kinh tế.

### Khai thác mỏ và công nghiệp

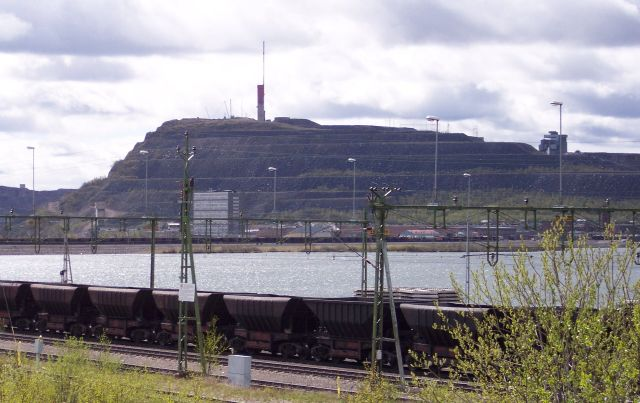
Khai thác quặng sắt tại Kiruna

Thụy Điển giàu về khoáng sản và đã bắt đầu khai thác từ thời kỳ Trung Cổ. Sau cuộc khủng hoảng sắt và thép của thập niên 1970, quặng sắt chỉ còn được khai thác ở Norrland (thành phố Kiruna) và được xuất khẩu. Đồng, chì và kẽm đều vượt quá nhu cầu trong nước gấp nhiều lần và cũng được xuất khẩu trong khi bạc chỉ đáp ứng được 60% và vàng 80% nhu cầu trong nước. Cũng còn có nhiều dự trữ quặng nhưng việc khai thác trong thời gian này không có hiệu quả kinh tế.
Điểm đặc biệt của nền công nghiệp Thụy Điển là thành phần của các công ty lớn tương đối cao. Sau một cuộc khủng hoảng vào đầu những năm 1990 (sản xuất giảm 10% trong vòng 2 năm) công nghiệp bắt đầu phục hồi. Các ngành công nghiệp lớn nhất là chế tạo xe cơ giới (chiếm 13% giá trị sản xuất năm 1996) với các công ty như Volvo, Scania, Saab và Saab AB (máy bay và kỹ thuật du hành vũ trụ), công nghiệp gỗ và giấy (cũng chiếm 13% giá trị sản xuất) với 4 công ty lớn, chế tạo máy (12%) với các công ty như Electrolux, SKF, Tetra-Pak, Alfa-Laval và công nghiệp điện-điện tử (19%) với các công ty chiếm ưu thế là Ericsson và ABB.

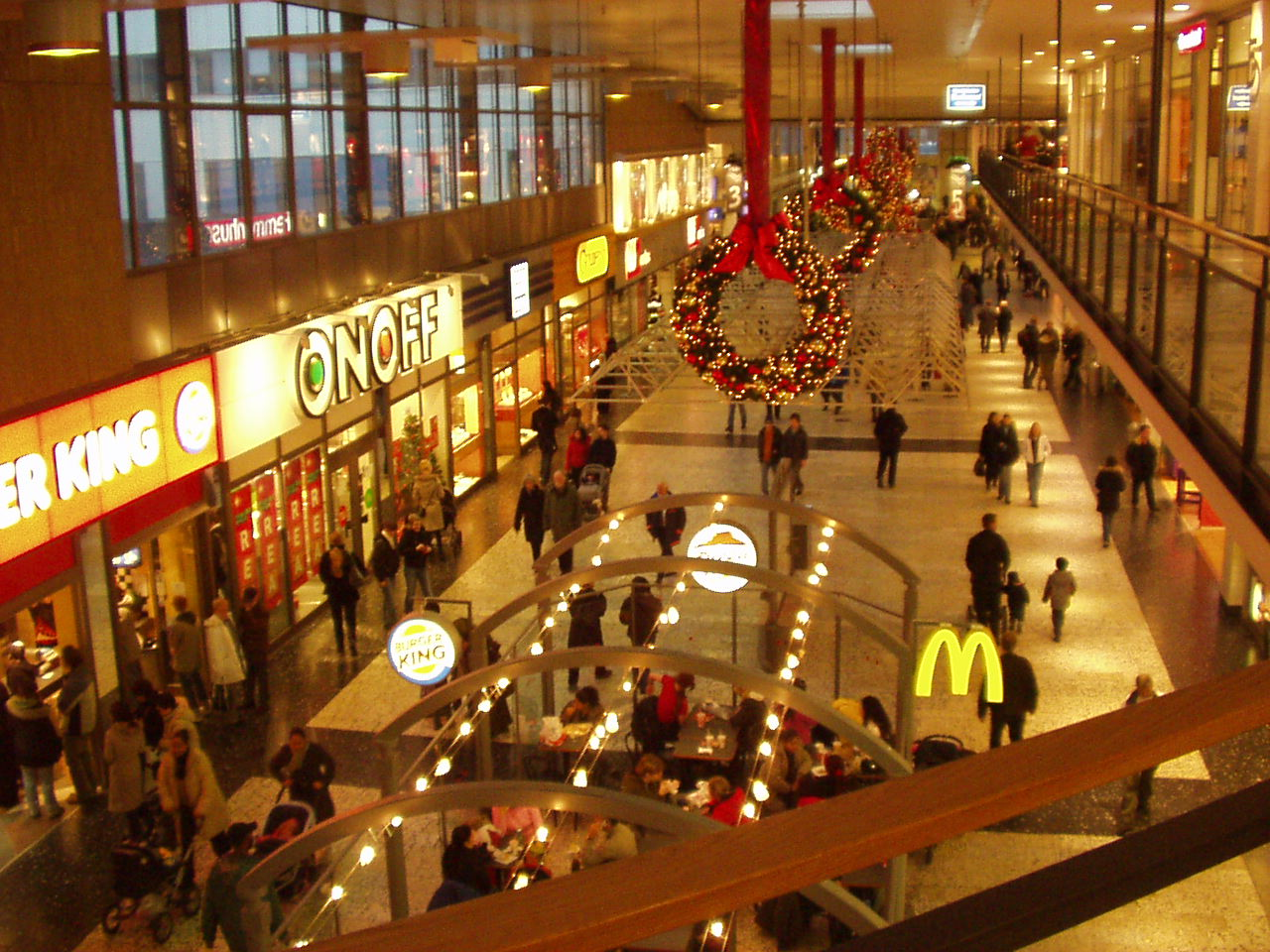
Trung tâm mua sắm Nordstan ở Gothenburg, trung tâm mua sắm lớn nhất ở Bắc Âu.

### Dịch vụ
Khu vực dịch vụ đóng góp 70% của tổng sản phẩm quốc nội mà trước tiên là do khu vực nhà nước đã tăng trưởng rất mạnh trong các thập niên gần đây. Mặc dù vậy khu vực dịch vụ tư nhân vẫn chiếm hơn 2/3 sản lượng.

### Ngoại thương
Kinh tế Thụy Điển phụ thuộc mạnh vào ngoại thương. Trong năm 2017 các nước xuất khẩu chính là Đức (11%), Na Uy (10,2%), Phần Lan (6,9), Hoa Kỳ (6,8%), Đan Mạch (6,8%), Vương quốc Anh (6.2%), Hà Lan (5,4%), Trung Quốc (4,6%) . Các sản phẩm nhập khẩu quan trọng nhất là máy móc, xăng dầu và các sản phẩm dầu mỏ, hoá chất, phương tiện cơ giới, sắt thép; thực phẩm, quần áo...
Tỷ lệ đầu tư trực tiếp của nước ngoài tại Thụy Điển tương đối cao. Nguyên nhân là do một số ít tập đoàn kinh doanh quốc tế chiếm thế áp đảo trong nền kinh tế của Thụy Điển. Vào khoảng 50 tập đoàn chiếm 2/3 xuất khẩu của Thụy Điển.

### Năng lượng

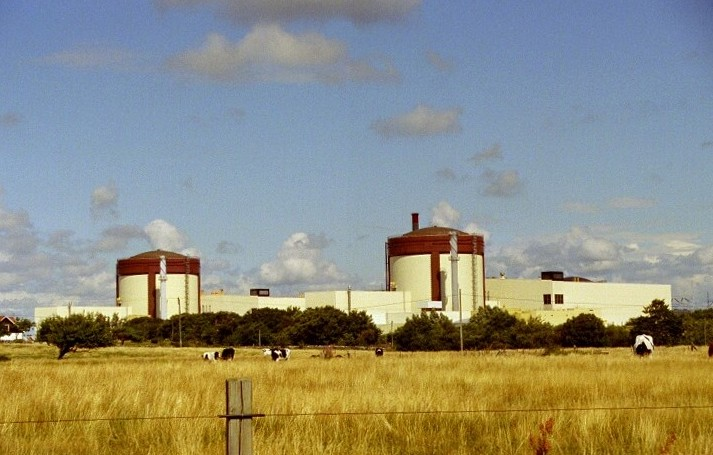
Nhà máy điện hạt nhân Ringhals, nằm ở phía nam của thành phố Gothenburg

Thị trường năng lượng của Thụy Điển phần lớn được tư nhân hoá. Thị trường năng lượng Bắc Âu là một trong những thị trường năng lượng tự do đầu tiên ở châu Âu, được giao dịch tại NASDAQ OMX Commodities Europe và Nord Pool Spot. Năm 2006, trong tổng sản lượng điện 139 TWh của Thụy Điển, thì có 61 TWh (44%) được sản xuất từ thủy điện, 65 TWh (47%) được sản xuất bằng năng lượng hạt nhân. Đồng thời, việc sử dụng nhiên liệu sinh học, than bùn... cũng sản xuất được 13 TWh (9%) điện, trong khi năng lượng gió sản xuất 1 TWh (1%).
Cuộc khủng hoảng dầu mỏ năm 1973 đã tăng cường nỗ lực của Thụy Điển nhằm giảm sự phụ thuộc vào nhiên liệu hóa thạch nhập khẩu. Kể từ đó, điện chủ yếu được sản xuất từ thủy điện và năng lượng hạt nhân. Tuy nhiên, năng lượng hạt nhân đã dần bị hạn chế. Ngoài ra, tai nạn của Trạm phát điện hạt nhân Three Mile Island (Hoa Kỳ) đã thúc giục Riksdag đưa ra quy định cấm xây thêm các nhà máy điện hạt nhân mới. Vào tháng 3 năm 2005, một cuộc thăm dò ý kiến cho thấy 83% chính trị gia ủng hộ việc giảm sự phụ thuộc vào dầu mỏ, khí thiên nhiên và các nguyên liệu hóa thạch ở Thụy Điển, đồng thời giảm điện hạt nhân và đầu tư hàng tỷ đô la vào năng lượng tái tạo và năng lượng hiệu quả . Nước này đã nhiều năm theo đuổi một chiến lược đánh thuế gián tiếp như là một phần của chính sách môi trường, bao gồm cả thuế năng lượng nói chung và thuế carbon dioxide . Vào năm 2014 Thụy Điển là một nước xuất khẩu ròng điện với lợi nhuận 16 TWh; sản lượng từ các nhà máy điện gió đã tăng lên đến 11,5 TWh .

### Du lịch
Du lịch tham gia đóng góp vào khoảng 3% (4 tỉ USD năm 2000) trong tổng sản phẩm quốc nội. 4/5 khách du lịch là người trong nước và chỉ có 1/5 là đến từ nước ngoài. Trong số khách du lịch từ nước ngoài năm 1998, 23% đến từ Đức, 19% từ Đan Mạch, 10% từ Na Uy, 9% từ Anh và 9% từ Hà Lan.

### An sinh xã hội
Thụy Điển là một trong những nhà nước phúc lợi phát triển cao nhất trên thế giới. Theo báo cáo của OECD năm 2012, quốc gia này có mức chi tiêu dành cho phúc lợi xã hội cao thứ hai theo tỷ lệ phần trăm GDP, chỉ xếp sau Pháp (27,3% và 28,4%), và chi tiêu phúc lợi xã hội (công cộng và tư nhân) ở mức 30,2 % GDP, chỉ xếp sau Pháp và Bỉ (tương ứng là 31,3% và 31,0%) . Thụy Điển dành 6,3% GDP của nước này, cao thứ 9 trong số 34 nước OECD, để cung cấp quyền tiếp cận giáo dục bình đẳng cho mọi người dân . Quốc gia này cũng dành khoảng 10% GDP cho hệ thống chăm sóc sức khỏe .
Sau Thế chiến II các chính phủ của Thụy Điển đã liên tục mở rộng nhà nước phúc lợi bằng cách tăng các loại thuế. Trong giai đoạn này kinh tế của Thụy Điển cũng là một trong những nền kinh tế đạt mức tăng trưởng cao nhất. Một loạt các cải cách xã hội liên tiếp đã biến Thụy Điển trở thành một trong những đất nước bình đẳng và phát triển nhất trên Trái Đất. Sự tăng trưởng nhất quán của nhà nước phúc lợi đã dẫn đến thành quả rực rỡ hiện nay là người Thụy Điển được hưởng một mức sống rất cao, chất lượng cuộc sống của người dân Thụy Điển đứng hàng đầu thế giới. Ngày nay Thụy Điển luôn đứng đầu trong các bảng xếp hạng quốc gia về y tế, giáo dục và phát triển con người - vượt xa một số nước giàu hơn (ví dụ như Hoa Kỳ) .
Tuy nhiên, từ thập niên 1970 trở đi, mức tăng trưởng GDP của Thuỵ Điển đã có sự giảm so với các nước công nghiệp khác và thứ hạng về thu nhập bình quân đầu người của nước này đã tụt từ vị trí thứ 4 xuống vị trí thứ 14 thế giới chỉ trong vài thập kỷ . Từ giữa những năm 1990 đến nay, tăng trưởng kinh tế của Thụy Điển đã một lần nữa có sự tăng tốc và đạt mức cao hơn so với hầu hết các nước công nghiệp khác (kể cả Mỹ) trong 15 năm qua . Một báo cáo của Chương trình Phát triển Liên Hợp Quốc dự đoán rằng Chỉ số phát triển con người của Thụy Điển sẽ giảm từ 0,949 trong năm 2010- xuống còn 0,906 vào năm 2030 .
Thụy Điển bắt đầu làm chậm lại sự mở rộng của nhà nước phúc lợi trong những năm 1980. Gần đây Thụy Điển đã áp dụng các chính sách mang hơi hướng chủ nghĩa tân tự do, như tư nhân hóa, tài chính hóa và bãi bỏ các quy định ngặt nghèo của nhà nước đối với nền kinh tế . Chính phủ Thụy Điển hiện nay đang tiếp tục xu hướng khôi phục vừa phải các cải cách xã hội trước đây . Cũng kể từ giữa những năm 1980, mức độ bất bình đẳng ở Thụy Điển đã tăng nhanh hơn so với tất cả các quốc gia phát triển khác, theo OECD. Tình trạng này xảy ra chủ yếu là do việc giảm phúc lợi của nhà nước và sự chuyển dịch sang tư nhân hoá các dịch vụ công. Theo Barbro Sorman, một nhà hoạt động của Đảng Cánh tả đối lập, "Người giàu đang ngày càng giàu hơn, và người nghèo đang trở nên nghèo hơn. Thụy Điển bắt đầu trở nên giống như Mỹ". Tuy nhiên, rõ ràng là Thụy Điển vẫn còn bình đẳng hơn nhiều so với hầu hết các quốc gia khác .
Hệ thống an sinh xã hội của Thụy Điển chủ yếu được quản lý bởi Cơ quan Bảo hiểm xã hội Thụy Điển và bao gồm rất nhiều phúc lợi khác nhau. Những khoản trợ cấp chủ yếu bao gồm :
- "Barnbidrag": khoản trợ cấp dành cho trẻ em từ khi mới sinh cho đến khi 16 tuổi (trợ cấp cũng có sẵn dành cho sinh viên lớn tuổi), được trao cho các bậc cha mẹ để giảm gánh nặng phải nuôi con. Khoản trợ cấp này thường là 1500 SEK (tức 165 USD)/tháng cho mỗi đứa trẻ.
- "Föräldrapenning": Khoản tiền trợ cấp dành cho các cặp cha mẹ nghỉ phép để chăm sóc đứa con mới sinh của họ. Mỗi cặp vợ chồng mới sinh con sẽ được nghỉ làm 480 ngày liên tiếp (tức 16 tháng) kèm theo khoản tiền này. Ngoài ra còn có một khoản trợ cấp chăm sóc trẻ em, "vårdbidrag", dành cho các cặp vợ chồng có con bị mắc bệnh.
- "Bostadsbidrag": Trợ cấp nhà ở cho bất kỳ ai không có khả năng mua nhà ở.
- "Sjukpenning", "Sjukersättning", "Aktivitetsersättning" và "Handikappersättning": Khoản trợ cấp dành cho người bị bệnh hoặc bị khuyết tật và không thể làm việc.
- "Arbetslöshetsersättning": Khoản trợ cấp dành cho người thất nghiệp (thời gian giới hạn 300 ngày, năm ngày một tuần, có nghĩa là 60 tuần)
- "Ålderspension", "Garantipension": Khoản trợ cấp cho những người đã nghỉ hưu.
- "Försörjningsstöd": Khoản trợ cấp dành cho bất cứ ai không thể có được một mức sống hợp lý.

### Giao thông

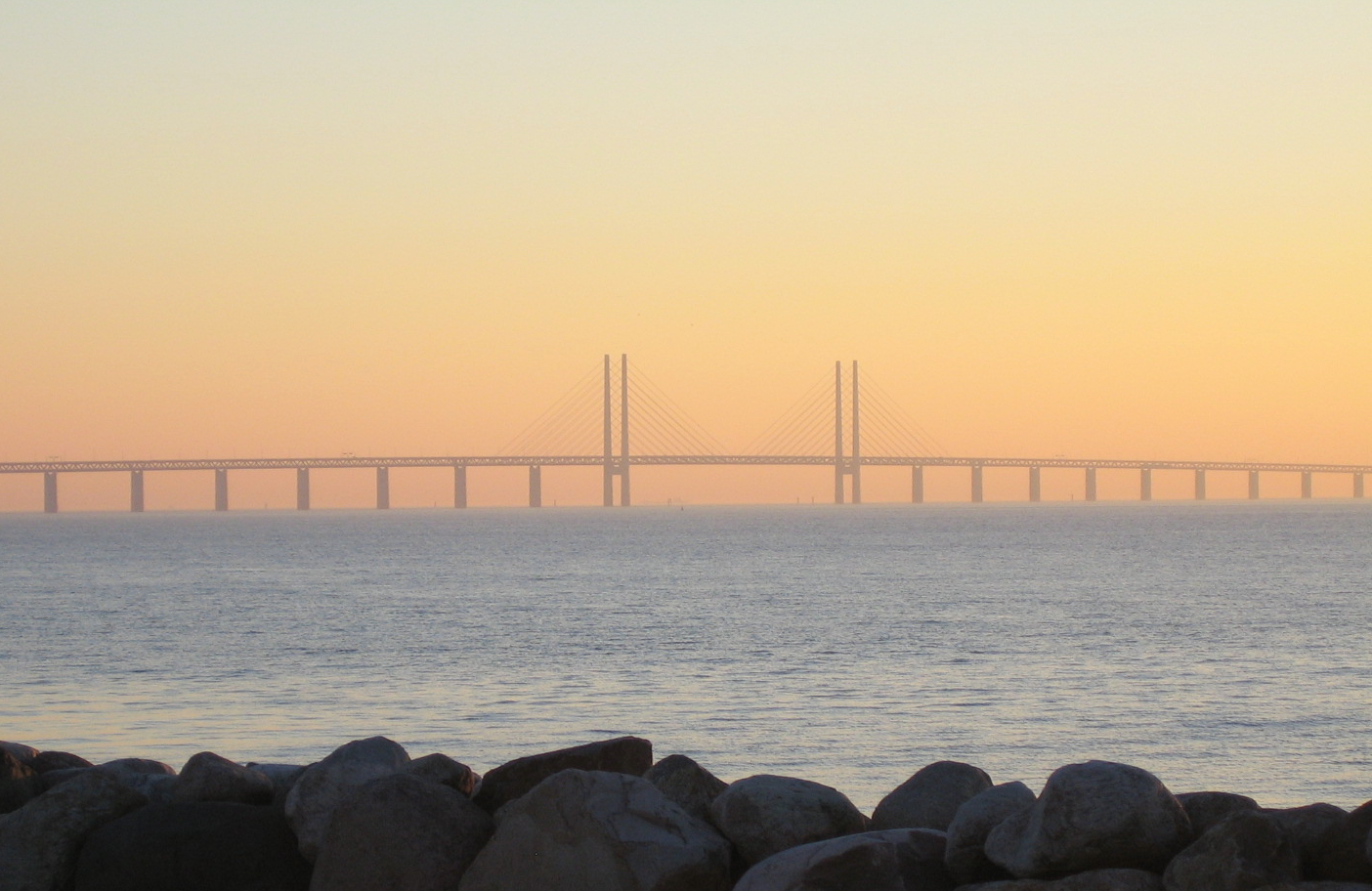
Cầu Øresund nối liền 2 thành phố Malmö của Thụy Điển và Copenhagen của Đan Mạch.

Thụy Điển có 162.707 km (101.101 dặm) đường trải nhựa và 1.428 km (887 mi) đường cao tốc. Đường cao tốc chạy ngang qua lãnh thổ Thụy Điển và qua Cầu Øresund để đến Đan Mạch. Nhiều tuyến đường cao tốc mới vẫn đang được xây dựng và một tuyến đường cao tốc mới từ Uppsala đến Gävle đã được hoàn thành vào ngày 17 tháng 10 năm 2007. Thụy Điển duy trì giao thông tay trái (Vänstertrafik trong tiếng Thụy Điển) từ khoảng năm 1736 và tiếp tục duy trì đến thế kỷ 20. Các cử tri đã từ chối chuyển sang giao thông tay phải vào năm 1955, nhưng sau khi Riksdag thông qua luật vào năm 1963, sự thay đổi đã diễn ra vào ngày 3 tháng 9 năm 1967, được biết đến bằng tiếng Thụy Điển là Dagen H. Kể từ đó, Thụy Điển thực hiện quy tắc giao thông tay phải.
Tàu điện ngầm Stockholm là hệ thống tàu điện ngầm duy nhất ở Thụy Điển và phục vụ trong thành phố thủ đô Stockholm với 100 nhà ga. Thị trường vận tải đường sắt được tư nhân hóa, nhưng trong khi có nhiều doanh nghiệp tư nhân, các nhà điều hành lớn nhất vẫn thuộc sở hữu của nhà nước. Các hạt (county) có trách nhiệm về tài chính, vé và tiếp thị cho các chuyến tàu địa phương. Các nhà điều hành lớn bao gồm SJ, Veolia Transport, DSB, Green Cargo, Tågkompaniet và Inlandsbanan. Hầu hết mạng lưới đường sắt đều do Trafikverket sở hữu và điều hành. 
Các sân bay lớn nhất của Thụy Điển bao gồm sân bay Stockholm-Arlanda (16,1 triệu hành khách trong năm 2009) cách Stockholm 40 km về phía bắc, sân bay Göteborg Landvetter (4,3 triệu hành khách trong năm 2008) và sân bay Stockholm-Skavsta (2,0 triệu hành khách).

### Khoa học và kỹ thuật

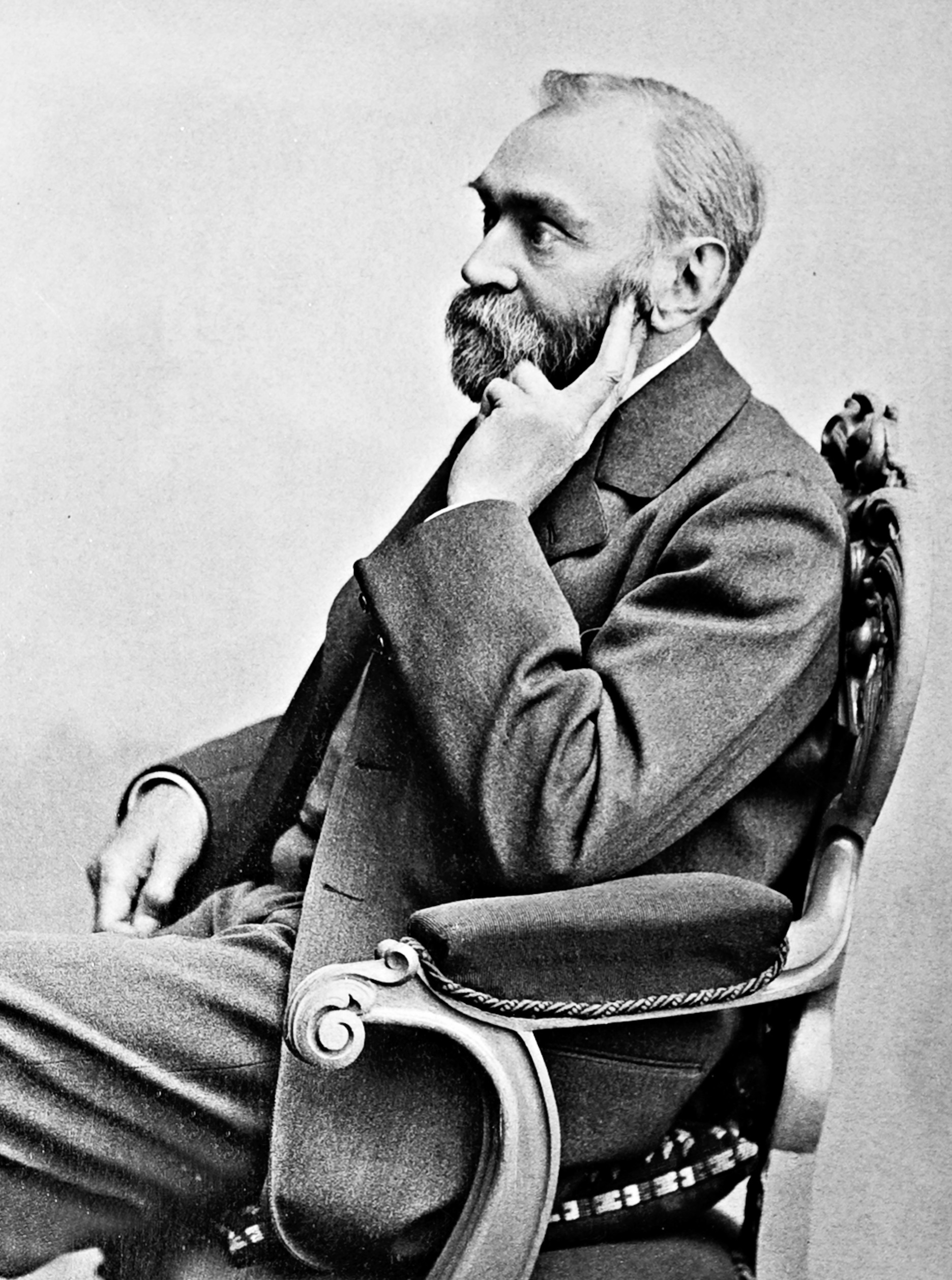
Alfred Nobel, nhà hóa học vĩ đại của Thụy Điển

Trong thế kỷ 18, cuộc cách mạng khoa học của Thụy Điển đã diễn ra. Năm 1739, Viện Hàn lâm Khoa học Hoàng gia Thụy Điển được thành lập, với những cá nhân kiệt xuất như Carl Linnaeus và Anders Celsius (người phát minh ra Nhiệt kế Celsius) là thành viên ban đầu. Nhiều công ty được thành lập bởi những người tiên phong đầu tiên cho đến nay vẫn là những thương hiệu quốc tế lớn. Nhà vật lý Thụy Điển Gustaf Dalén là người đã thành lập nên công ty AGA và nhận giải Nobel Vật lý cho phát minh ra van mặt trời của mình. Nhà hóa học Thụy Điển Alfred Nobel là người đã phát minh ra thuốc nổ và là người sáng lập nên giải Nobel. Nhà phát minh Thụy Điển Lars Magnus Ericsson đã thành lập công ty mang tên của mình, Ericsson, đến nay đây vẫn là một trong những công ty viễn thông lớn nhất thế giới. Nhà vật lý Thụy Điển Jonas Wenström là người tiên phong đầu tiên trong những nghiên cứu về dòng điện xoay chiều và cùng với nhà phát minh người Serbia Nikola Tesla, ông được công nhận là một trong những người đã phát minh ra hệ thống điện ba pha. Tetra Pak là một phát minh dùng để lưu trữ thực phẩm lỏng, được phát minh bởi Erik Wallenberg. Omeprazole, một loại thuốc chữa bệnh loét dạ dày, là loại thuốc bán chạy nhất thế giới trong những năm 1990 và được phát triển bởi công ty Thụy Điển AstraZeneca. Gần đây hơn, Håkan Lans là người đã phát minh ra Hệ thống nhận dạng tự động (AIS).
Các nhà phát minh Thụy Điển đang nắm giữ 47.112 bằng sáng chế tại Hoa Kỳ vào năm 2014, theo Văn phòng Sáng chế và Nhãn hiệu Hoa Kỳ. Chỉ có mười quốc gia khác trên thế giới nắm giữ nhiều bằng sáng chế hơn Thụy Điển .
Theo tỷ lệ phần trăm GDP, chính phủ Thụy Điển phân bổ nguồn lực dành cho nghiên cứu và phát triển nhiều hơn bất cứ quốc gia nào khác trên thế giới . Thụy Điển đứng đầu châu Âu về số lượng các sản phẩm khoa học được công bố tính theo bình quân đầu người .
Trong năm 2009, các quyết định về việc xây dựng hai cơ sở khoa học lớn nhất của Thụy Điển, các cơ sở bức xạ synchrotron MAX IV và European Spallation Source, đã được thông qua .Cả hai cơ sở đều sẽ được xây dựng tại Lund. European Spallation Source, tốn 14 tỷ SEK để xây dựng , sẽ bắt đầu hoạt động vào năm 2019 và sẽ cung cấp chùm tia neutron mạnh hơn khoảng 30 lần so với bất kỳ hệ thống cung cấp neutron nào hiện nay.. MAX IV, chi phí khoảng 3 tỷ SEK, đi vào hoạt động từ năm 2015. Cả hai cơ sở này đều có ý nghĩa lớn đối với nghiên cứu vật chất.

## Nhân khẩu

### Dân số
Tổng dân số của Thụy Điển là 10.142.686 người vào ngày 31 tháng 3 năm 2018. Dân số Thụy Điển đã vượt mốc 9 triệu người vào ngày 12 tháng 8 năm 2004 và 9,5 triệu vào mùa xuân năm 2012, theo Thống kê Thụy Điển . Mật độ dân số là 22,5 người / km² (58,2 mỗi dặm vuông), trong đó mật độ dân số ở miền nam của đất nước cao hơn đáng kể so với miền bắc. Khoảng 85% dân số sống ở các đô thị . Thành phố thủ đô Stockholm có dân số khoảng 950.000 người (chưa bao gồm dân số của vùng đô thị). Các thành phố lớn thứ hai và thứ ba là Gothenburg và Malmö. Vùng đô thị Gothenburg chỉ có hơn một triệu cư dân và phần phía tây của Scania, dọc theo Öresund cũng có số dân tương tự. Vùng đô thị Copenhagen và Skåne, nằm ở biên giới Đan Mạch-Thụy Điển xung quanh Öresund mà thành phố Malmö là một phần (khu vực này trước đây gọi là Vùng Öresund), có dân số 4 triệu người. Bên cạnh các thành phố lớn, các khu vực có mật độ dân số cao hơn đáng kể so với phần còn lại của đất nước bao gồm khu vực nông nghiệp của Östergötland, vùng bờ biển phía tây, khu vực xung quanh hồ Mälaren và khu vực nông nghiệp quanh Uppsala.
Norrland, chiếm khoảng 60% lãnh thổ Thụy Điển, có mật độ dân số rất thấp (dưới 5 người mỗi km2). Vùng núi cao và hầu hết các vùng ven biển xa xôi hầu như không có dân cư. Ở những vùng rộng lớn phía tây Svealand, hay phần phía nam và trung tâm của Småland mật độ dân số cũng rất thấp. Một khu vực được gọi là Finnveden, nằm ở phía tây nam của Småland, cũng có thể coi là gần như không có sự hiện diện của con người.
Từ năm 1820 tới năm 1930, khoảng 1,3 triệu người Thụy Điển, tức một phần ba dân số của đất nước, đã di cư đến Bắc Mỹ, và hầu hết trong số họ đến Hoa Kỳ. Hiện có hơn 4,4 triệu người Mỹ gốc Thuỵ Điển theo ước tính của Cục Điều tra Dân số Hoa Kỳ năm 2006 . Tại Canada người gốc Thụy Điển có khoảng 330.000 người.
Theo Thống kê Thụy Điển thì vào năm 2017, khoảng 3.193.089 người tức 31,5% dân số của Thụy Điển có nguồn gốc nước ngoài, được định nghĩa là những người sinh ra ở nước ngoài hoặc sinh ra ở Thụy Điển nhưng có bố hoặc mẹ (hoặc cả hai) sinh ra ở nước ngoài . Những người Thụy Điển gốc nước ngoài có xuất xứ nhiều nhất từ các nước Syria (1,70%), Phần Lan (1,49%), Iraq (1,39%), Ba Lan (0,90%), Iran (0,73%) và Somalia (0,66%) .

### Ngôn ngữ
Ngôn ngữ chính thức của Thụy Điển là tiếng Thụy Điển , một ngôn ngữ German Bắc, rất giống với tiếng Đan Mạch và tiếng Na Uy, chỉ khác về cách phát âm và chính tả. Người Na Uy có thể dễ dàng hiểu được tiếng Thuỵ Điển, và người Đan Mạch cũng có thể hiểu nó tuy sẽ gặp một chút khó khăn hơn so với người Na Uy. Ngược lại, những người nói tiếng Thụy Điển cũng có thể dễ dàng hiểu được tiếng Na Uy hoặc tiếng Đan Mạch, tuy nhiên tiếng Na Uy sẽ dễ hơn một chút đối với họ. Các phương ngữ được nói ở Scania, phần cực nam của đất nước, chịu ảnh hưởng lớn bởi tiếng Đan Mạch bởi vì khu vực này trước đây là một phần lãnh thổ của Đan Mạch và ngày nay vẫn nằm tiếp giáp với quốc gia này. Những người Thụy Điển nói tiếng Phần Lan chiếm khoảng 5% dân số Thụy Điển , và tiếng Phần Lan đã được công nhận là một ngôn ngữ thiểu số tại Thụy Điển. Do những người nói tiếng Ả rập nhập cư vào Thụy Điển rất nhiều trong những năm gần đây, việc sử dụng tiếng Ả Rập có thể đã trở nên phổ biến rộng rãi ở trong nước hơn so với tiếng Phần Lan. Tuy nhiên, không có thống kê chính thức nào về điều này .
Tại Thụy Điển, tiếng Phần Lan, tiếng Meänkieli, tiếng Jiddisch, tiếng Romani và tiếng Sami có địa vị là các ngôn ngữ thiểu số được công nhận. Gần 90% người Thụy Điển có khả năng nói được tiếng Anh  vì một phần tiếng Anh là ngoại ngữ bắt buộc trong trường học  và phần khác là vì tiếng Anh có rất nhiều trong chương trình truyền hình. Đa số học sinh chọn tiếng Đức là ngoại ngữ thứ nhì, nhưng gần đây tiếng Tây Ban Nha đang được ưa chuộng và đã vượt qua tiếng Đức tại một số trường. Thật ra tiếng Đức là ngoại ngữ đầu tiên tại Thụy Điển cho đến năm 1950 cũng như trong phần còn lại của Bắc Âu.

### Tôn giáo

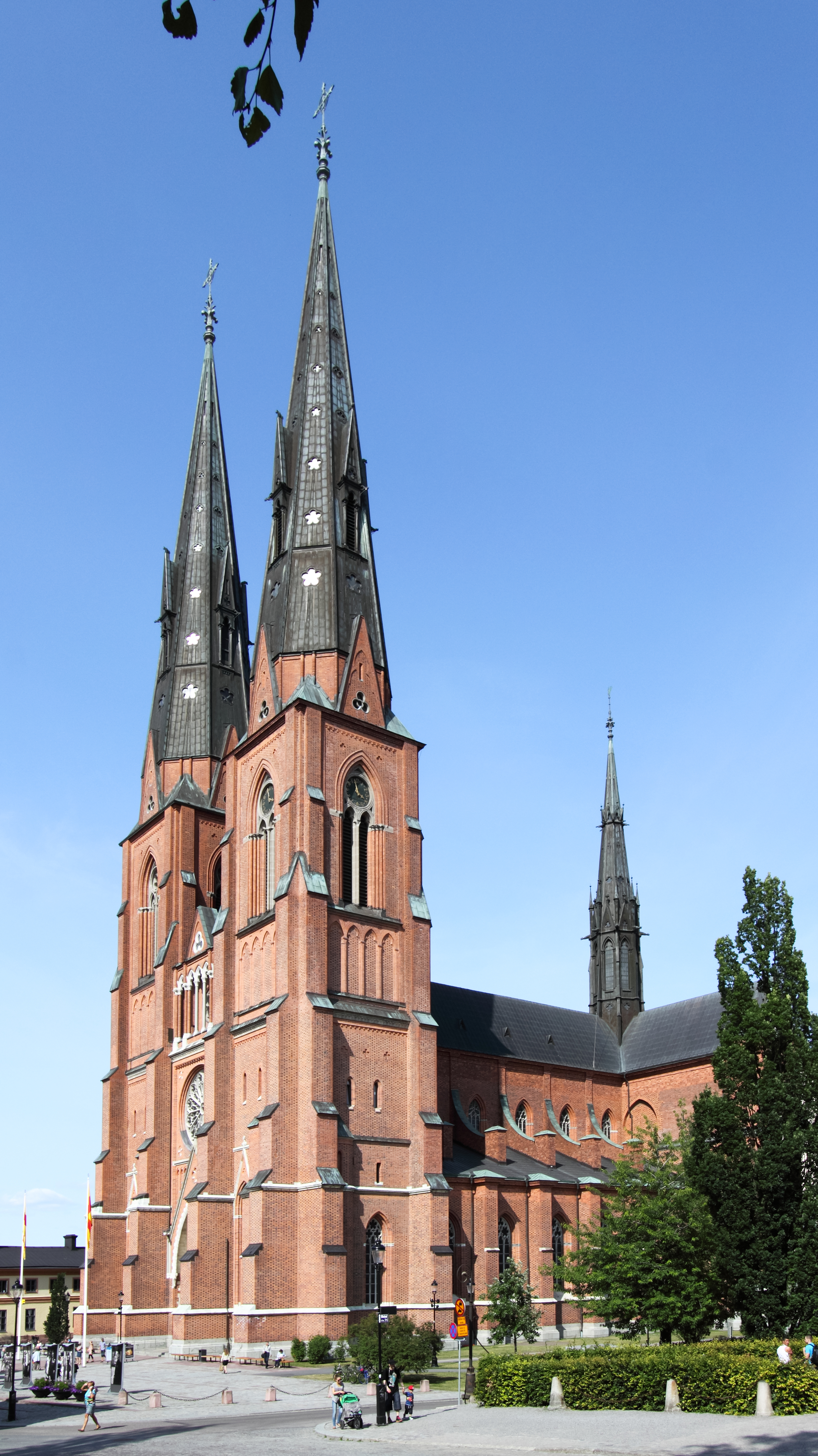
Nhà thờ chính tòa Uppsala.

Giáo hội Thụy Điển, một giáo hội Lutheran, đã là giáo hội quốc gia từ 1527 cho đến 1999. Tỉ lệ thành viên của Giáo hội trên tổng dân số suy giảm dần qua các năm: từ 95,2% năm 1972 xuống còn 67,5% năm 2012 và 61,5% vào năm 2016 . Số người của nhóm lớn thứ nhì, những người theo Hồi giáo, rất khó được đoán chính xác. Sự hiện diện của những người Hồi giáo ở Thụy Điển vẫn còn yếu cho đến những năm 1960, khi Thụy Điển bắt đầu nhận được những người di cư từ vùng Balkan và Thổ Nhĩ Kỳ. Làn sóng nhập cư ồ ạt từ Bắc Phi và Trung Đông đã đưa dân số Hồi giáo tại Thụy Điển tăng đáng kể, ngày nay ước tính lên đến 600.000 người . Công giáo Rôma có vào khoảng 150.000 người và Chính thống giáo Đông phương khoảng 100.000 người. Bên cạnh đó tại Thụy Điển có khoảng 23.000 người của Nhân chứng Jehova, 20.000 người là tín đồ Phật giáo và vào khoảng 10.000 người theo Do Thái giáo.
Theo cuộc thăm dò ý kiến Eurobarometer vào năm 2010:
- 18% công dân Thụy Điển trả lời rằng họ tin Thượng đế là có thật
- 45% trả lời rằng họ tin có một dạng thế lực tâm linh nào đó.
- 34% còn lại tin rằng không có bất kỳ vị thần linh, thượng đế nào.

### Nhập cư
Thụy Điển đang già hóa dân số nhanh chóng do mức sinh thấp. Gần đây người nhập cư là nguồn tăng trưởng dân số chính, và trong 1 thế kỷ gần đây, Thụy Điển từ một quốc gia di cư ròng sau Thế chiến thứ nhất đã trở thành một quốc gia nhập cư ròng kể từ Thế chiến II trở đi. Các khía cạnh về kinh tế, xã hội và chính trị của vấn đề nhập cư đã gây ra rất nhiều tranh cãi .
Trong năm 2016, ước tính 2.320.302 cư dân Thụy Điển có nguồn gốc nước ngoài, chiếm khoảng 23% dân số Thụy Điển . Số người dân Thụy Điển có cha mẹ là người nước ngoài lên tới 3.060.115 người, chiếm 30% dân số cả nước . Trong số đó, 1.784.497 người hiện sống ở Thụy Điển nhưng được sinh ra ở nước ngoài. Ngoài ra, 535.805 người được sinh ra ở Thụy Điển nhưng có cả cha và mẹ sinh ra ở nước ngoài và 739,813 người khác có một trong hai người cha hoặc mẹ sinh ra ở nước ngoài (còn người còn lại sinh ra ở Thụy Điển) .
Theo Eurostat, trong năm 2010, đã có 1,33 triệu người Thụy Điển được sinh ra ở nước ngoài, tương ứng với 14,3% tổng dân số. Trong số này, 859.000 (9,2%) được sinh ra ở các nước ngoài EU và 477,000 (5,1%) được sinh ra ở một nước thành viên EU khác .
Năm 2009, số người nhập cư đạt mức kỷ lục, với 102.280 người đã di cư đến Thụy Điển chỉ riêng trong năm này . Người nhập cư ở Thụy Điển chủ yếu tập trung trong các khu vực đô thị ở Svealand và Götaland. Từ đầu những năm 1970, những người nhập cư vào Thụy Điển chủ yếu là dân tị nạn và những người tới Thụy Điển để đoàn tụ với gia đình từ các nước Trung Đông và châu Mỹ Latinh .
Mười nhóm di dân nước ngoài lớn nhất trong sổ đăng ký dân sự Thụy Điển năm 2016 tới từ các nước sau:
1. Phần Lan (153,620)
2. Syria (149,418)
3. Iraq (135,129)
4. Ba Lan (88,704)
5. Iran (70,637)
6. (66,539)
7. Somalia (63,853)
8. Bosnia và Herzegovina (58,181)
9. Đức (50,189)

### Tội phạm
Các số liệu từ Khảo sát Tội phạm Thụy Điển (SCS) năm 2013 cho thấy tỉ lệ tội phạm nhìn chung đã giảm trong khoảng thời gian từ năm 2005 đến năm 2013. Kể từ năm 2014 đã có tình trạng gia tăng ở một số loại tội phạm, bao gồm gian lận thuế, một số tội phạm liên quan đến tài sản và đặc biệt là tội phạm tình dục (vào năm 2016 tỉ lệ tội phạm tình dục đã tăng 70% so với năm 2013).
Mức độ tham nhũng ở Thụy Điển là rất thấp . Hệ thống pháp lý và thể chế ở Thụy Điển được coi là có hiệu quả trong việc chống tham nhũng, và đặc trưng của các cơ quan chính phủ tại Thụy Điển là mức độ minh bạch, liêm chính và trách nhiệm cao .
Tỷ lệ giết người ở Thụy Điển là khá thấp, với khoảng 1.14 vụ giết người trên 100.000 dân vào năm 2015. Số vụ "bạo lực chết người được xác nhận" đã dao động giữa 68 và 112 vụ trong giai đoạn 2006-2015, giảm từ 111 vụ năm 2007 xuống còn 68 vụ vào năm 2012, tiếp theo là tăng lên 112 vụ vào năm 2015 và giảm xuống 106 vụ vào năm 2016 
. Các nghiên cứu về những vụ bạo lực gây chết người ở Thụy Điển đã chỉ ra rằng hơn một nửa các vụ án được báo cáo không thực sự là những vụ giết người hay ngộ sát. Nhiều vụ án giết người được báo cáo trên thực tế là những vụ tự tử, tai nạn hoặc tử vong tự nhiên . Tuy vậy tỉ lệ những vụ bạo lực liên quan đến súng đạn ở Thụy Điển là cao hơn đáng kể so với nhiều nước Tây Âu khác .
Theo SCS năm 2016, 1,7% số người Thụy Điển được hỏi đã trả lời rằng họ là nạn nhân của hành vi bạo lực tình dục. Con số này tăng hơn 100% so với năm 2012 và 70% so với năm 2014. Nạn nhân của tội phạm tình dục thường là phổ biến hơn ở phụ nữ so với nam giới, và phổ biến nhất trong khung tuổi 20-24. Tội phạm tình dục xảy ra phổ biến nhất ở nơi công cộng và trong hầu hết các trường hợp, thủ phạm không hề quen biết với nạn nhân . Trong năm 2014, đã có 6,697 vụ hiếp dâm tại Thụy Điển được báo cáo cho cảnh sát nước này, tỉ lệ là 69 vụ trên 100.000 dân, theo Hội đồng Quốc gia Thụy Điển về Phòng chống tội phạm (BRÅ), tăng 11% so với năm 2013 . Trong năm 2016, tổng số vụ hiếp dâm được báo cáo đã tăng lên 6.715 vụ . Vào tháng 8 năm 2018, SVT báo cáo rằng thống kê hiếp dâm ở Thụy Điển cho thấy 58% nam giới bị kết án hiếp dâm trong 5 năm qua được sinh ra ngoài Liên minh châu Âu, phần lớn là dân nhập cư từ các nước Nam Phi, Bắc Phi, Ả Rập, Trung Đông và Afghanistan . Những con số chính thức cho thấy tỷ lệ tội phạm tình dục tại Thụy Điển đang tiếp tục có dấu hiệu gia tăng .

### Giáo dục
Trẻ em từ 1-5 tuổi ở Thụy Điển được đảm bảo theo học tại các trường mẫu giáo công lập (förskola). Giáo dục tại trường học là bắt buộc đối với mọi trẻ em từ 6 đến 16 tuổi. Sau khi hoàn thành lớp 9, khoảng 90% học sinh tại Thụy Điển tiếp tục theo học tại một trường trung học trong vòng ba năm. Hệ thống trường học tại Thụy Điển phần lớn được tài trợ bởi các loại thuế.
Chính phủ Thụy Điển đảm bảo sự đối xử công bằng cho cả trường công lập cũng như trường tư thục . Bất cứ ai cũng có thể thành lập một trường học nhằm mục đích thu lợi nhuận và các khu vực đô thị phải cấp cho các trường tư thục một số tiền tương đương với số tiền mà các trường thuộc sở hữu của chính quyền thành phố nhận được. Bữa ăn trưa ở trường cho học sinh là miễn phí tại tất cả các trường học ở Thụy Điển, và việc cung cấp bữa sáng miễn phí cũng được khuyến khích .
Có một số trường đại học và cao đẳng khác nhau ở Thụy Điển, lâu đời nhất và lớn nhất trong số đó nằm ở các thành phố Uppsala, Lund, Gothenburg và Stockholm. Năm 2000, 32% người Thụy Điển có bằng đại học, đưng thứ 5 trong các nước OECD . Cùng với một số quốc gia châu Âu khác, chính phủ Thụy Điển cũng trợ cấp học phí cho các sinh viên quốc tế theo học tại các học viện ở Thụy Điển, mặc dù một dự luật gần đây được thông qua tại Riksdag sẽ hạn chế khoản rợ cấp này cho sinh viên đến từ các nước EEA và Thụy Sĩ .
Sự gia tăng của dòng người nhập cư vào Thụy Điển là nguyên nhân chính khiến cho Thụy Điển tụt hạng liên tục trong bảng xếp hạng PISA (Chương trình đánh giá học sinh quốc tế) .

### Y tế
Hệ thống chăm sóc sức khỏe Thụy Điển chủ yếu là do chính phủ tài trợ, mặc dù chăm sóc sức khỏe tư nhân cũng tồn tại. Nguồn kinh phí dành cho hệ thống chăm sóc sức khỏe ở Thụy Điển chủ yếu là thông qua các loại thuế. Hệ thống chăm sóc sức khỏe ở Thụy Điển có chất lượng rất cao, tương đương với các quốc gia phát triển khác. Thụy Điển nằm trong top 5 quốc gia có tỷ lệ tử vong trẻ sơ sinh thấp nhất thế giới. Tuổi thọ trung bình của người dân Thụy Điển cũng thuộc top đầu thế giới. Nước uống ở Thụy Điển cũng được cho là an toàn bậc nhất thế giới. Theo bảng xếp hạng của EHCI về những quốc gia có dịch vụ y tế tốt nhất ở châu Âu năm 2016, Thụy Điển xếp ở vị trí thứ 12 .

### Cuộc sống xã hội
"Mô hình Thụy Điển", một khái niệm của thập niên 1970, ám chỉ hệ thống phúc lợi xã hội, một hệ thống phúc lợi và chăm lo xã hội rộng khắp, là kết quả của sự phát triển hằng trăm năm. Trong thời gian từ năm 1890 đến 1930 một phần cơ sở cho một hệ thống phúc lợi xã hội đã thành hình, nhưng mãi đến những năm của thập niên 1930, đặc biệt là từ khi Đảng Công nhân Dân chủ Xã hội Thụy Điển thành lập chính phủ năm 1932, việc xây dựng một quốc gia phúc lợi xã hội mới trở thành một dự án chính trị và được đẩy mạnh. Hệ thống phúc lợi xã hội Thụy Điển cuối cùng đã bao gồm tất cả mọi người từ trẻ em (thông qua hệ thống chăm sóc trẻ em của làng xã) cho đến những người về hưu (thông qua hệ thống chăm sóc người già của làng xã).
Mãi đến thập niên vừa qua mới có những thay đổi lớn. Một cuộc khủng hoảng kinh tế trầm trọng đầu thập niên 1990 đã dẫn đến việc cắt giảm các phúc lợi xã hội và sự phát triển nhân khẩu như đã dự đoán đã buộc phải xây dựng lại toàn bộ hệ thống hưu trí, hệ thống mà từ nay được gắn liền vào phát triển kinh tế. Thế nhưng các cuộc bầu cử vừa qua đã cho thấy là chính những phần cốt lõi của hệ thống phúc lợi xã hội rất được người công dân yêu mến.

## Văn hoá

### Văn học
Vào đầu Phong trào Cải cách nền tảng cho một tiếng Thụy Điển thống nhất bắt đầu hình thành. Văn học mang tính chất tôn giáo chiếm lĩnh ưu thế trong suốt thời kỳ này.
Vào năm 1732 số đầu tiên của tờ tuần báo đầu tiên, Then swänska Argus, được phát hành. Olof Dalin, người phát hành tờ tuần báo này, chủ yếu hướng về giới bạn đọc là người thường dân. Trong những người cùng thời với Dalin nổi bật nhất là bà Hedvig Charlotta Nordenflycht. Thơ của bà một phần mang tính chất cá nhân và trữ tình, một phần khác mang dấu ấn của cuộc đấu tranh vì các quyền trí thức của phụ nữ.
Erik Gustaf Geijer cũng như người sau ông là Esaias Tegnér là những người đại diện cho trường phái lãng mạn quốc gia trong Thời kỳ Lãng mạn. Với bài thơ Vikingen Geijer đã đưa hình tượng của người Viking đi vào văn học. Cũng trong thời kỳ này các tiểu thuyết đầu tiên bắt đầu được phát hành, đáng kể nhất là Carl Jonas Love Almqvist với quyển tiểu thuyết Drottningens juvelsmycke (Châu báu của hoàng hậu).

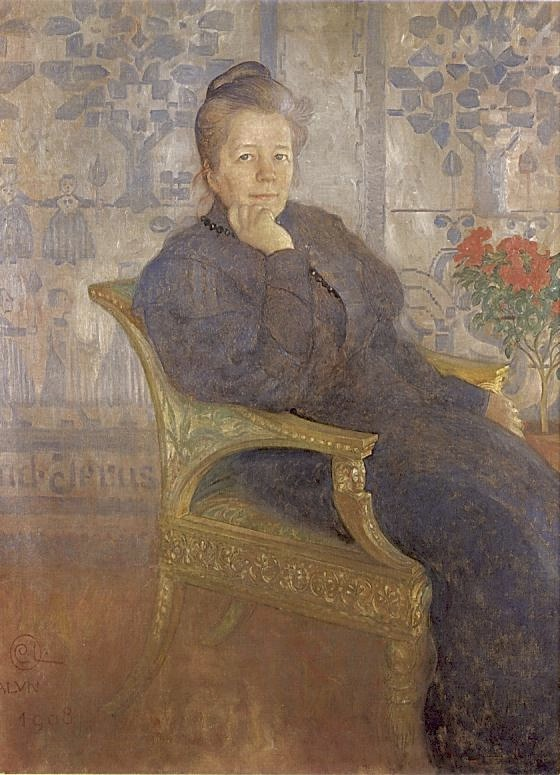
Selma Lagerlöf, tranh vẽ của Carl Larsson (1909)

August Strindberg và Selma Lagerlöf là hai nhà văn nổi bật nhất trong thời gian từ cuối thế kỷ XIX cho đến Chiến tranh thế giới thứ nhất. Với hai tác phẩm Fadren (Cha) năm 1887 và Fröken Julie (Người con gái tên Julie) Strindberg đã đạt đến giới bạn đọc quốc tế. Người đoạt giải Nobel Selma Lagerhöf bắt đầu được giới công khai biết đến qua quyển tiểu thuyết Gösta Berlings saga.
Nền văn học sau năm 1914 hướng về các đề tài xã hội nhiều hơn thời gian trước đó. Sigfrid Siwertz, Elin Wägner và Hjalmar Bergman miêu tả đất nước Thụy Điển đương thời trong thời gian chuyển đổi từ xã hội nông nghiệp sang xã hội công nghiệp.
Thời kỳ Hiện đại trong văn học Thụy Điển bắt đầu trong những thập niên sau Chiến tranh thế giới thứ hai. Giữa những năm 1960 bắt đầu có một cuộc đổi hướng trong văn học Thụy Điển. Nhận thức mới về chính trị thế giới đòi hỏi một nền văn học phê bình xã hội. Per Olov Enquist viết quyển tiểu thuyết mang tính chất tài liệu về việc trục xuất những người Balt từ Thụy Điển về Liên bang Xô viết. Các nhà văn khác như Pär Westberg và Sara Lidman viết về tình trạng của thế giới bên ngoài. Trong những năm của thập kỷ 1970 văn học Thụy Điển trở về đề tài sử thi. Trong nhiều tác phẩm cùng chủ đề, từng vùng đất của Thụy Điển đã được miêu tả lại trong lúc chuyển đổi giữa cũ và mới. Lars Norén với bi kịch gia đình Modet att döda (Can đảm để giết người) năm 1980 đã trở thành nhà viết bi kịch nổi tiếng nhất của những thập niên kế tiếp.

### Phim
Vào khoảng năm 1910 Thụy Điển bắt đầu sản xuất phim thường xuyên. Chẳng bao lâu phim Thụy Điển đạt chất lượng đến một mức độ làm cho cả thế giới biết đến. Thế nhưng khi phim có âm thanh ra đời và kèm theo đó là việc tự giới hạn trong thị trường nhỏ nói tiếng Thụy Điển, phim Thụy Điển giảm sút xuống mức độ thấp về nghệ thuật. Mãi đến sau Chiến tranh thế giới thứ hai phim Thụy Điển mới trải qua một cuộc đổi mới về chất lượng nghệ thuật. Trước tiên là trong thể loại phim tài liệu, thí dụ như phim Con người trong thành phố của Arne Sucksdorf đã đoạt được giải thưởng Oscar. Thể loại phim thiếu niên và nhi đồng cũng đạt được sự quan tâm của thế giới.

### Âm nhạc

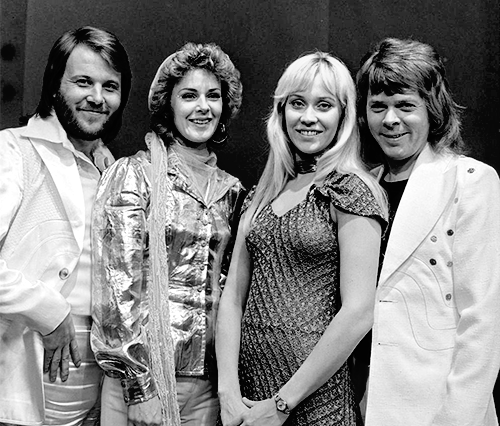
Ban nhạc ABBA, vài ngày sau khi họ giành được chiến thắng cuộc thi hát Eurovision Song Contest

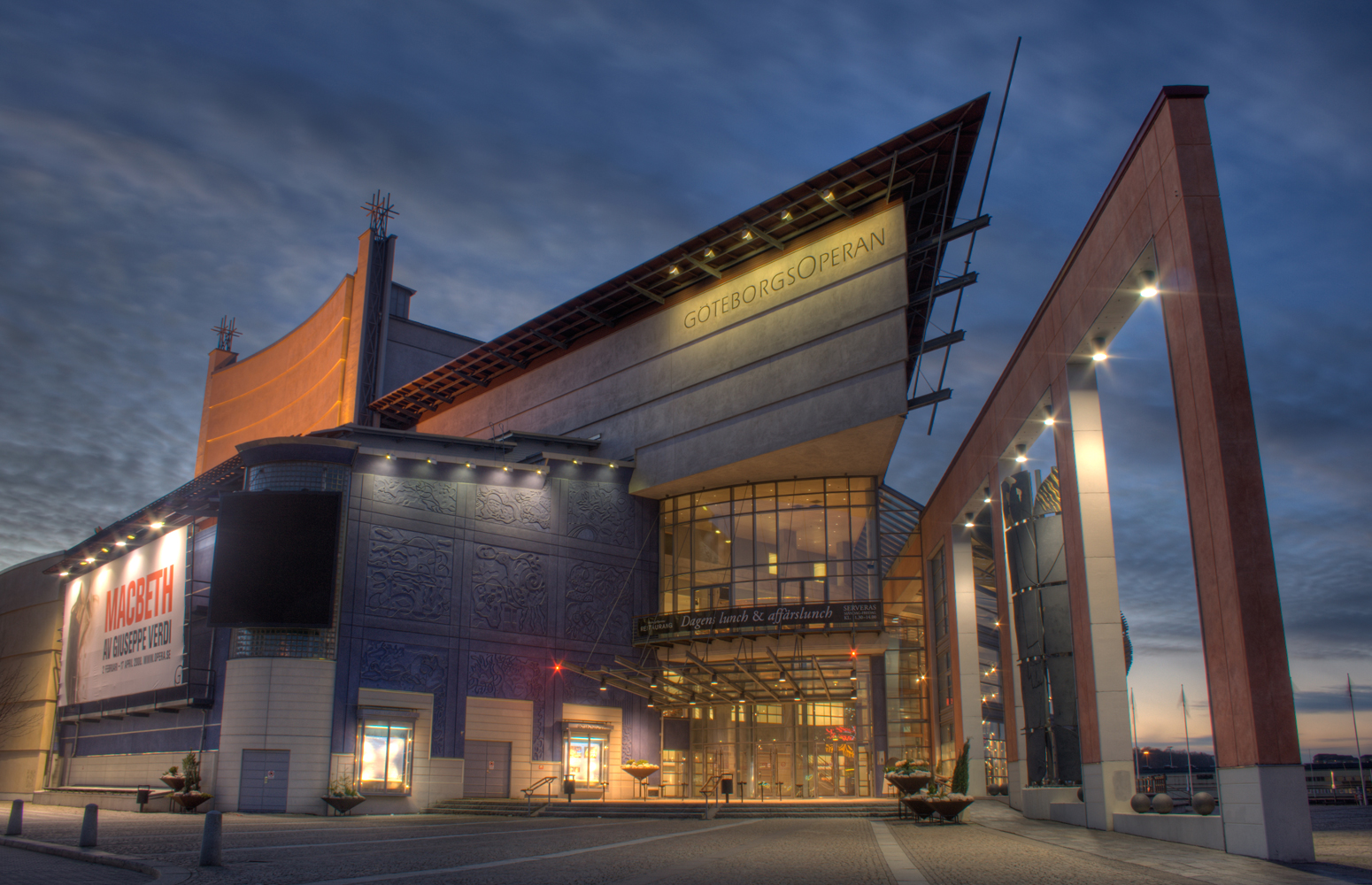
Nhà hát Opera Gothenburg

Năm 2007, với doanh thu hơn 800 triệu đô la, Thụy Điển là nước xuất khẩu âm nhạc lớn thứ ba trên thế giới, chỉ xếp sau Mỹ và Anh . ABBA là một trong những ban nhạc Thụy Điển nổi tiếng thế giới đầu tiên, và hiện nay vẫn nằm trong số những ban nhạc nổi tiếng nhất trên thế giới. Với ABBA, nền âm nhạc Thụy Điển bước vào một kỷ nguyên mới, khi mà nhạc pop Thụy Điển đạt được danh tiếng ở tầm quốc tế. Đã có nhiều ban nhạc của Thụy Điển đạt được thành công quốc tế kể từ đó, chẳng hạn như Roxette, Ace of Base, Europe, A-teens, The Cardigans, Robyn, The Hives và Soundtrack of Our Lives. Thụy Điển cũng là một đất nước có nền nhạc Metal phát triển cực kì mạnh mẽ với những cái tên đã quá quen thuộc với các rockfan trên toàn thế giới như Arch Enemy, In Flames,Dark Funeral, Dark Tranquillity hay Pain Of Salvation.
Thụy Điển cũng là một trong những quốc gia thành công nhất tại cuộc thi Eurovision Song Contest, với tổng cộng sáu lần giành chiến thắng (1974, 1984, 1991, 1999, 2012 và 2015), chỉ xếp sau Ireland với bảy lần chiến thắng.

### Các lễ hội và phong tục tập quán đặc trưng

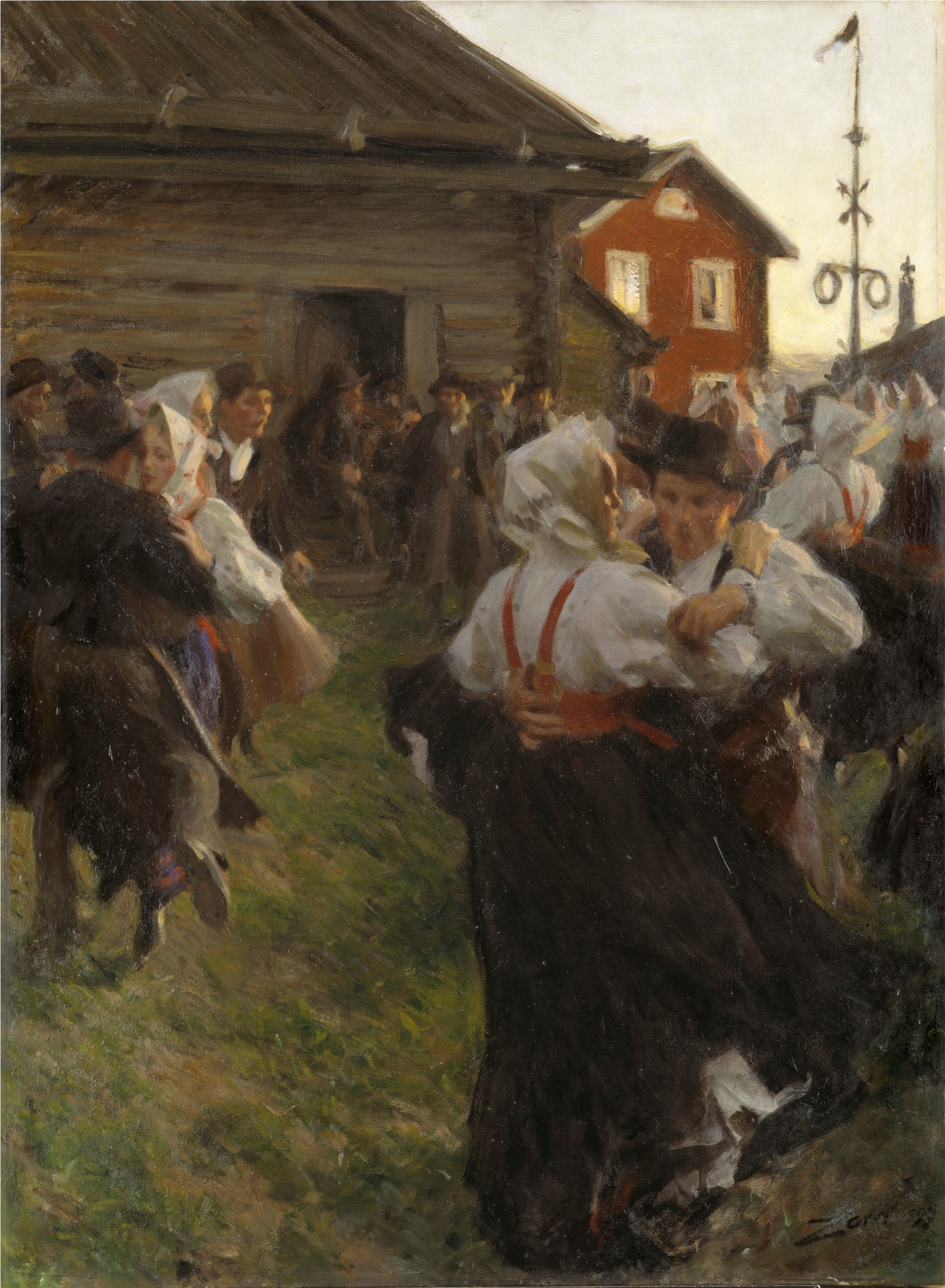
Lễ hội giữa hè (tranh vẽ của Anders Zorn 1897)

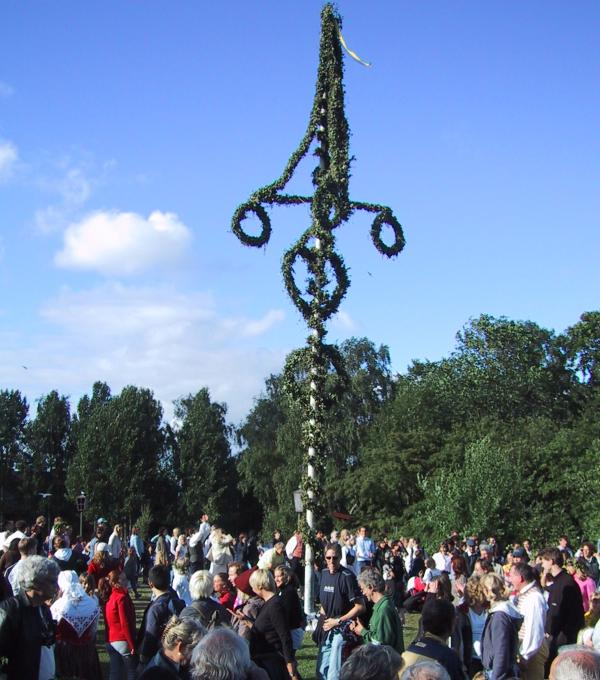
Cây nêu của lễ hội giữa hè

Ngày 6 tháng 1 là ngày lễ Trettondedag jul (lễ Ba Vua còn gọi là lễ Hiển Linh), đây là ngày lễ quốc gia tại Thụy Điển chủ yếu theo đạo Tin Lành.
Vào ngày 13 tháng 1, Tjugondedag jul (còn gọi là Tjugondag jul hay Knut), mùa Giáng Sinh chấm dứt. Thỉnh thoảng có lễ hội cuối cùng, nến và các vật trang hoàng được tháo gỡ xuống và cây Nô en được mang ra ngoài.
Valborgsmässoafton được chào mừng vào ngày 30 tháng 4. Người dân quay quanh các lửa trại lớn, có phát biểu chào mừng mùa Xuân và hát các bài ca về mùa Xuân. Đặc biệt ở tại Lund và Uppsala thì Valborg vào đêm trước ngày 1 tháng 5 là một lễ hội sinh viên quan trọng. Đúng 15 giờ tất cả mọi người đều đội mũ sinh viên lên là hát những bài ca sinh viên. Vào đêm đó thường người ta uống nhiều rượu.
Ngày 6 tháng 6, Svenska flaggans dag, là ngày lễ quốc khánh của Thụy Điển. Đầu tiên là "Flaggentag" (Ngày Quốc kỳ), ra đời vào năm 1916, ngày 6 tháng 6 là lễ quốc khánh từ năm 1983 và từ năm 2005 cũng là ngày lễ chính thức.
Lễ hội giữa hè (Midsommarfest) được mừng vào đêm rạng sáng ngày thứ Bảy đầu tiên sau ngày 21 tháng 6. Lễ hội này được ăn mừng lớn chỉ có thể so sánh được với lễ Giáng Sinh. Thụy Điển đẹp nhất vào đêm "midsommarafton" cuối tháng 6, khi ánh sáng mặt trời có thể nhìn thấy 24 tiếng liên tục ở miền Bắc và ở miền Nam chỉ có vài tiếng là hoàng hôn và rạng sáng. Ngày lễ này có truyền thống rất lâu đời và có nguồn gốc từ các lễ hội chào mừng mùa Hè từ thời kỳ Tiền Lịch sử. Trên khắp mọi nơi ở Thụy Điển người dân ca hát và nhảy múa chung quanh cây nêu tháng 5 được trang hoàng bằng cành cây và bông hoa, có lẽ là biểu tượng quốc gia Thụy Điển nổi tiếng nhất.
Vào tháng 8 bắt đầu có tôm cua tươi đầu mùa ở chợ. Lễ hội chào mừng được gọi là Kräftskiva và được tổ chức không có thời điểm nhất định. Người dân ăn tôm cua luộc cho đến khi no và uống kèm theo đó là rượu mạnh.
Tại miền Bắc Thụy Điển còn có Surströmmingsfest vào cuối mùa Hè. Việc ăn cá trích được ủ trước cùng với khoai tây hay với tunnbröd (một loại bánh mì khô) trong dịp lễ này đòi hỏi phải có khẩu vị "cứng cáp".
Lễ Lucia (Luciafest) bắt đầu vào sáng ngày 13 tháng 12 và tại Thụy Điển là ngày của Nữ hoàng ánh sáng. Người con gái đầu trong gia đình xuất hiện với một váy trắng và mang trên đầu một vòng hoa được làm từ cành cây của một loài cây việt quất (Vaccinium vitis-idaea) và nến, đánh thức gia đình và mang thức ăn sáng đến tận giường. Trường học và nơi làm việc trên toàn nước được các đoàn diễu hành đến thăm viếng vào sáng sớm. Các cô gái trẻ mang váy trắng dài đến gót chân cùng với nến trên đầu và tay, đi cùng là các nam thiếu niên mang quần áo trắng và đội nón chóp dài được trang điểm bằng nhiều ngôi sao.

### Thể thao
Thể thao là một phong trào quần chúng tại Thụy Điển với khoảng độ một nửa dân số tham gia tích cực. Hai môn thể thao chính là bóng đá và khúc côn cầu trên băng. Zlatan Ibrahimovic, Henrik Larsson và Fredrik Ljungberg thuộc về những ngôi sao bóng đá của Thụy Điển và trong số những người nổi tiếng trong bộ môn khúc côn cầu trên băng phải kể đến Markus Näslund, Peter Forsberg, Mats Sundin, Daniel Alfredsson, Niklas Lidström, Börje Salming và Pelle Lindbergh.
Số người chơi các môn thể thao cưỡi ngựa nhiều chỉ sau bóng đá, phần lớn là phụ nữ. Tiếp theo sau đó là golf, điền kinh và các môn thể thao đồng đội như bóng ném, khúc côn cầu trong nhà (tiếng Anh: Floorball), bóng rổ và ngoài ra là bandy tại các vùng phía Bắc.
Các vận động viên quần vợt thành công bao gồm Björn Borg, Mats Wilander,Stefan Edberg và Robin Soderling.
Rất nhiều người Thụy Điển đã lập thành tích quốc tế trong điền kinh, thí dụ như Patrik Sjöberg - kỷ lục nhảy cao nam châu Âu, hay Kajsa Bergqvist - kỷ lục nhảy cao nữ, và người đoạt huy chương vàng Thế vận hội Stefan Holm. Hai vận động viên Thụy Điển khác đoạt huy chương vàng tại Thế vận hội mùa Hè 2004 là Carolina Klüft trong bộ môn điền kinh nữ bảy môn và Christian Olsson trong bộ môn nhảy ba bước.
Các vận động viên nổi tiếng khác của Thụy Điển bao gồm Ingemar Johansson (đấm bốc hạng nặng), Annika Sörenstam (đánh golf), Jan-Ove Waldner (nguyên vô địch bóng bàn 5 lần) và Tony Rickardsson (đua mô tô).
Trong trường học, trên bãi cỏ hay trong công viên brännboll, một bộ môn thể thao tương tự như bóng chày, thường hay được chơi để giải trí. Trong các thế hệ lớn tuổi các bộ môn thể thao giải trí khác là kubb và boules.

### Ẩm thực

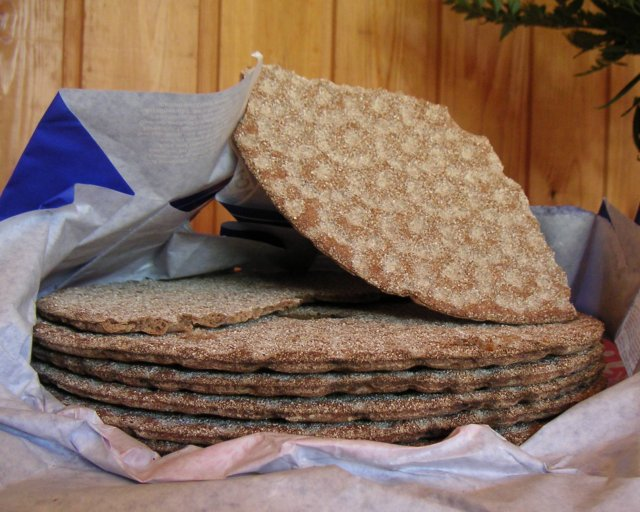
Bánh mì giòn Thụy Điển

Ẩm thực Thụy Điển là thực phẩm truyền thống của người Thụy Điển. Do Thụy Điển trải dài từ bắc tới nam, nó nhiều khác biệt giữa ẩm thực phía bắc và phía nam.
Trong lịch sử, ở phía Bắc, người ta từng ăn các loại thịt như tuần lộc, hoặc các loại thịt thú săn khác, nó có nguồn gốc từ văn hóa Sami, trong khi các loại rau tươi có vai trò quan trọng hơn ở phía Nam.